# Lenni Lenape

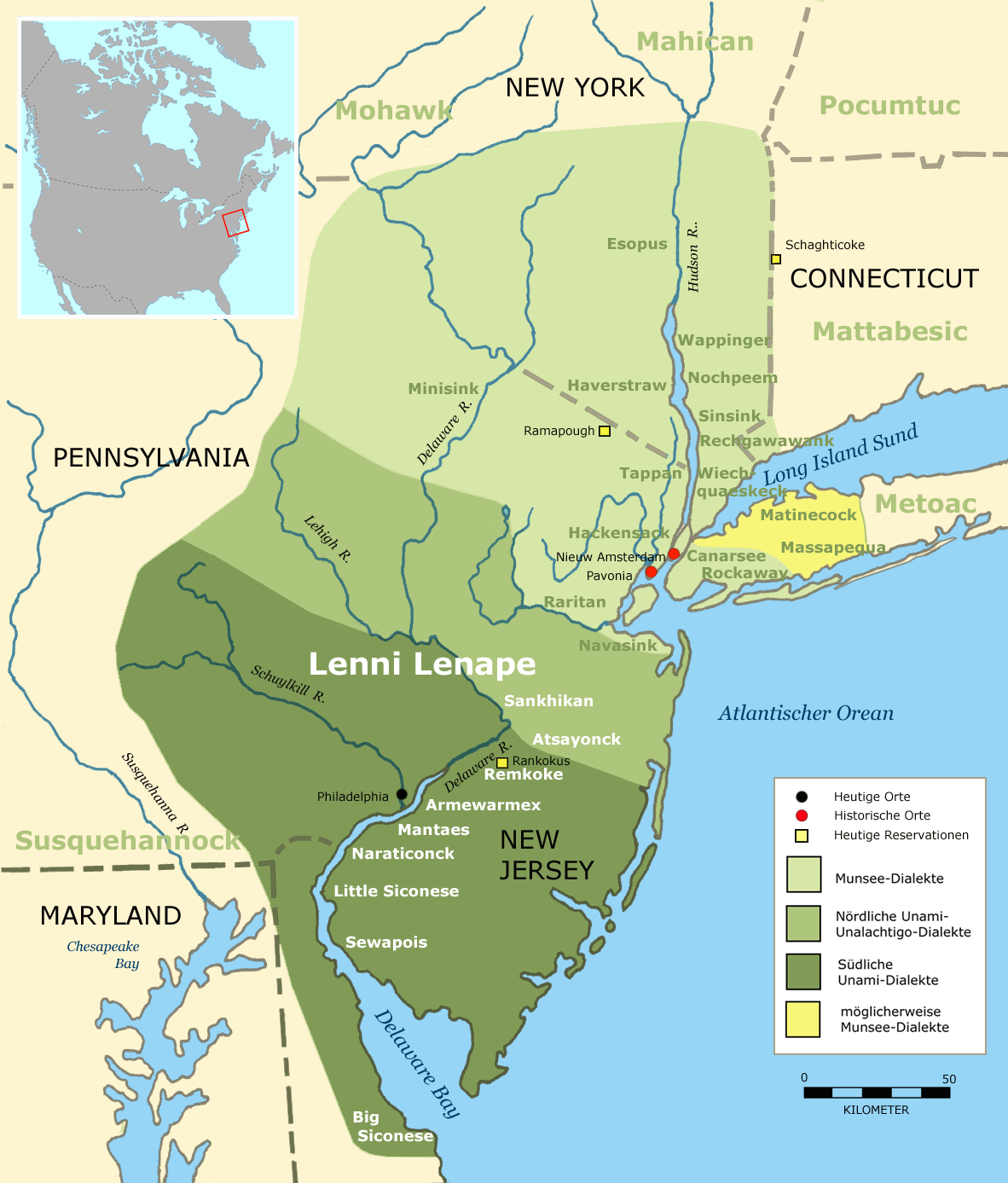
Ehemalige Wohngebiete beim ersten Kontakt mit Europäern

Als Lenni Lenape, im Deutschen auch Delawaren (kurz Lenape oder Delaware), werden sprachlich und kulturell eng verwandte Indianer bezeichnet, die zu Beginn des 17. Jahrhunderts die Flusstäler und angrenzende Gebiete entlang des Delaware River und des mittleren und unteren Hudson River bis zur Atlantikküste im heutigen Nordosten der Vereinigten Staaten bewohnten. Kulturell zählten sie zu den Stämmen des Nordöstlichen Waldlands.
Von den weißen Einwanderern nach Westen gedrängt, lebten sie ständig an der Siedlungsgrenze, der so genannten Frontier, und waren damit im Zentrum des Geschehens: den Kriegen zwischen den Kolonialmächten England und Frankreich und später zwischen den US-Amerikanern und Indianern, die ungezählte Opfer auf beiden Seiten forderten. 2005 lebten etwa 13.500 Nachkommen der Lenni Lenape verstreut in über sieben Staaten der USA und einer Provinz in Kanada.

## Sprache
Der Volksstamm der Lenni Lenape sprach zwei eng verwandte, als Delawarisch oder Lenape (Lixsëwakàn, Lunaapeew, Lënape) bezeichnete, Östliche Algonkin-Sprachen: das Unami (Lënape, Lënapei èlixsuwakàn) (mit drei Dialektvarianten) sowie das Munsee (Lunaapeew, Huluníixsuwaakan) (das offenbar eng mit der Sprache der nördlich lebenden Mahican verwandt war). Einst wurde angenommen, dass die ursprünglich vier regionalen Hauptgruppen der Lenni Lenape – die Unalimi („Volk flussaufwärts“, auch „nördliche Unami“, im Gebiet von Trenton, Hauptstadt von New Jersey) und Unami („Volk flussabwärts“, auch „südliche Unami“, im Gebiet von Philadelphia, Pennsylvania) in der Mitte, die Unalachtigo („Volk, das nahe dem Ozean lebt“ – auf Grund der Nähe zur Delaware Bay im südlichen New Jersey) im Süden sowie die Munsee („Volk des steinigen (bergigen) Landes“, nördlich des Delaware Water Gap) im Norden – nur zwei Dialekte einer gemeinsamen Sprache gesprochen hätten. Da sich diese aber trotz ihrer Ähnlichkeit in ihrer Syntax, Phonologie und im Wortschatz deutlich unterscheiden und Sprecher beider Dialekte diese untereinander als schwer oder nicht verständlich empfinden, werden sie in jüngerer Zeit als eigene Sprachen behandelt.
Das Delaware-Pidgin wurde von Unami-Sprechern bewusst zur Kommunikation mit europäischen Siedlern (Niederländern, Schweden und später Engländern) entwickelt, bei dieser Pidgin-Sprache handelt es sich klar um eine gelernte Sprache, dies zeigt sich auch, dass es als Verkehrssprache ebenfalls von verwandten Munsee-Sprechern benutzt und übernommen wurde. Im Englischen wurde es daher auch als Trader’s Jargon (Jargon / Slang der Händler) bezeichnet.
Die meisten Lenni Lenape sprechen heute Englisch als Muttersprache. Nur wenige ältere Leute beherrschen noch Varianten der delawarischen Sprachen (oder Sprache), die bereits seit längerem als stark gefährdete Sprache gilt. Ende des 20. Jahrhunderts wurde versucht, die aussterbende Sprache wiederzubeleben oder wenigstens zu dokumentieren. So gab es auch von Zeit zu Zeit Versuche, einen Schulunterricht für Kinder in der Munsee-Sprache ins Leben zu rufen.

## Name
Ihr Eigenname ist Lenape / Lënape („wahrer, wirklicher Mensch“) oder Lënapeyok („wahre, wirkliche Menschen“), später Lëni Lënape (in Unami) bzw. Lunaapeew (in Munsee), in Unami ist auch manchmal einfach Lënuwàk („mehrere Personen“) gebräuchlich. Um sich von den weiter im Landesinnern lebenden Algonkin-Völkern im Westen abzugrenzen, nannten sie sich auch Woapanachke („Leute, des Sonnenaufgangs“ oder „Leute, die im Osten leben“), eine Wortgleichung mit Wôbanakiak oder Wâbŭna'ki, der Eigenbezeichnung der Abenaki, Mitglied der mächtigen Wabanaki-Konföderation.
Weitere belegte historische Varianten der Unami-Bezeichnungen sind: Renóáppi [1648], Lennappe [1760] und Lenóáúpaa [1824] für „Lenape / Lënape“ sowie Lennappewak [1760], Lennappejook [1760] und Lenaupóáóáyuk [1824] für „Lënapeyok“.
Die Engländer übernahmen die indigene Bezeichnung als Lenape, während Lenni Lenape erst Ende des 18. Jahrhunderts gebräuchlich wurde und Wahres Volk heißen könnte.
Die Schweden gebrauchten den Ausdruck Lenappi (jedoch meist für die Unami-Sprecher), während die Munsee (zusammen mit Mahican und Wappinger), die ebenfalls entlang des Hudson River lebten, bei den Niederländern und Engländern oftmals einfach als „River Indians“ bezeichnet wurden. Die indianischen Verbündeten der Franzosen bezeichneten sowohl die Mahican als auch die Munsee als „das Wolfs-Volk“, da unter beiden Völkern das Clan-Totem Wolf dominierte, daher bezeichneten die Franzosen diese ebenfalls in ihrer Sprache als Loups („Wölfe“). Das Zeichen für die Lenni Lenape in der Zeichensprache der Prärie-Indianer war eine abwärts streichende Bewegung der flachen Hand mit geschlossenen Fingern am Hinterkopf. Dieses Zeichen wies auf das Band hin, das die Lenape-Frauen als Haarschmuck trugen.
Der Name Delaware stammt vom Delaware River, der nach Sir Thomas West, 3. Baron De La Warr, dem zweiten Gouverneur von Virginia, benannt wurde. Die Engländer in Maryland benutzten am Ende des 17. Jahrhunderts die Bezeichnungen Delaware Bay Indians und Delaware Indians, obwohl dieser Name in Pennsylvania erst gebräuchlich wurde, als diese Indianer schon vom Delaware fort nach Westen gezogen waren. Für viele Algonkin sind die Lenape die „Großväter“, eine Bezeichnung voller Respekt, die vom Glauben ausgeht, die Lenape seien der Ursprung aller Algonkin sprechenden Völker. Diese Überzeugung gab den Lenape die Autorität, bei Streitigkeiten zwischen rivalisierenden Stämmen zu vermitteln.

## Ursprüngliche Stammesgebiete
Einer gemeinsamen Überlieferung zufolge teilen die meisten Algonkin die Überzeugung, dass die Lenni Lenape (Unalimi, Unami, Unalachtigo und Munsee), Nanticoke (Unami: Wenètkok, Munsee: Unechtgo / Unalachtgo, beides „Volk, das nahe dem Ozean lebt“; oft auch als Südliche Delaware bezeichnet), Powhatan (Eigenbezeichnung: Renape) und Shawnee (Shawnuwàk – „die Südlichen“) einst ein einziger Stamm waren und im traditionellen Gebiet der Lenape lebten. Diese Theorie wird sowohl durch linguistische Merkmale als auch durch Migrationsmuster gestützt (allerdings ist dies nur für die Nanticoke gesichert – die Shawnee werden oft als fünfter Stamm der Gruppe der Meskwaki (Fox-Sauk)-sprachigen Völker zugerechnet).
Das seit mehreren Jahrtausenden von den Lenni Lenape bewohnte Siedlungsgebiet Lënapehòkink („Land der Lenape“) umfasste zu Beginn des 17. Jahrhunderts ein waldreiches, durch Mittelgebirge, Hügellandschaften und Flusstäler geprägtes Gebiet, das sich von der Atlantikküste im Westen Connecticuts entlang des Delaware River (Lena'pe Sipu / Lënapei Sipu – „Fluss der Lenape“) und des mittleren und unteren Hudson River (in Munsee und Mahican: Muhheakantuck/Muhheahkunnuk/Mohicanichtuck – „Wasser, das immer fließt“, in Unami: Shatemuc; beides wörtlich: „Fluss, der in beide Richtungen fließt“) westwärts ins Landesinnere bis in den Norden des heutigen Bundesstaat Delaware erstreckte. Zudem bewohnten sie den gesamten späteren US-Bundesstaat New Jersey, Upstate New York, das westliche Ende von Long Island, die Inseln Staten Island und Manhattan sowie Gebiete im Osten von Pennsylvania.
Neben dem heutigen New York City befinden sich weitere urbane Zentren auf ehemaligen Stammesgebiet: Newark, Atlantic City, Trenton, Princeton, Philadelphia und Wilmington (um nur die größten und bekanntesten zu nennen).

## Regionale Dialekt- und Hauptgruppen
Ursprünglich unterschied man vier regionale Hauptgruppen mit zwei delawarische Sprachen – Munsee und Unami, wobei sich das Unami nochmals in drei regionale Dialektvarianten unterteilte:
- das Munsee unterschied sich etwas stärker von den beiden (vormals drei) Unami-Dialektvarianten und war offenbar eng mit dem Mahican verwandt.
  - Die Munsee (auch: Muncie, Munsiiw, Minnesink, Minsi, Mansiwak', Monsey, Minsiu, früher Minassiniu – „Volk des steinigen (bergigen) Landes“, wörtlich: „Volk verstreut unter Felsen“; die Unami-Sprecher nannten sie daher Monsi (Singular, Plural: Monsiyok) oder auch Luwàneyunki Awènik – „Volk aus dem Norden“; Eigenbezeichnung: Lunaapeew): lebten entlang der Oberläufe des Delaware Rivers und Susquehanna Rivers im nördlichen New Jersey sowie beiderseits des Hudson Rivers einschließlich der Catskill Mountains in New York sowie im Westen von Long Island und südwärts bis zum Lehigh River (Lechewuekink – „da, wo viele Teilungen, Abzweigung sind“) und Conewago Creek im Nordosten von Pennsylvania. Auf Grund der Lage ihrer Stammesgebiete auch als auch Nördliche Delaware bezeichnet.

- das Unami unterteilte sich nochmals in drei Dialektevarianten – Nördliches Unami (Unalimi), Südliches Unami, Unalachtigo (manchmal auch als Unalimi oder Nördliches Unami bezeichnet):
  - Die Unalimi oder Nördliche Unami („Volk flussaufwärts“, sprachen Nördliches Unami bzw. Unalimi): lebten im Gebiet der Delaware-Flussgabelung, daher wurden sie auch als The Forks Lenape bezeichnet.
  - Die Unami oder Südliche Unami (Eigenbezeichnung: Wënami oder W'namiu, in Munsee: Wə̆ná·mi·w – „Volk flussabwärts“, daher historisch: Wunameewak [1760], Oonaomee / Woonaumee [1824] oder Unámiwak bezeichnet, sprachen Südliches Unami) lebten entlang des Delaware River im Norden von New Jersey (einschließlich Staten Islands) und den angrenzenden Gebieten im Südosten von Pennsylvania bis südlich des heutigen Philadelphia.[7]
  - Die Unalachtigo (Eigenbezeichnung: Wënilaxtikuwàk oder W'nalachtko, in Munsee: Unalactigo bzw. Unechtgo / Unalachtgo – „Volk, das nahe dem Ozean lebt“ oder „Volk, das getrennt von der Stelle ist, an der es Wellen gibt“, daher historisch: Unalâchtigo [1818] und Wunalàchtigo [1798], auf Grund der Nähe zur Delaware Bay, abgel. von wunalawat – „auf etwas zugehend / in dessen Richtung gehend“ und t'kow / t'kou – „Welle“, sprachen Unalachtigo): lebten beiderseits des Unterlaufs des Delaware Rivers südlich von Philadelphia einschließlich des Gebiets rund um die Delaware Bay im Norden Delawares, Südosten von Pennsylvania sowie im Süden von New Jersey.

Auf Grund ihrer Nähe zum Meer wurden die Unalachtigo – manchmal zusammen mit den direkt südlich der Lenni Lenape an der Atlantikküste lebenden Nanticoke – als „südliche Delaware“ bezeichnet. Die Nanticoke waren ebenfalls als Unalachtigo bekannt, so dass diese beiden Gruppen oftmals nicht unterschieden werden können. Jedoch sind die Letzteren als Wenètko (Sing.) oder als Wenètkok (Plural) unter den Unami-Sprechern bekannt und unter den Munsee-Sprechern als Unalactigo bzw. Unechtgo / Unalachtgo („Volk, das nahe dem Ozean lebt“), was beides jeweils ihre Eigenbezeichnung als Nentego („Volk der Gezeiten, von Ebbe und Flut“) widerspiegelt.
Gegen 1700 waren die Unalachtigo durch Vertreibungen sowie Kriege bereits in den Unami-Gruppen aufgegangen, später schlossen sich auch die Unalimi-Sprecher den Unami an, so dass es nunmehr nur noch Munsee- und Unami-Sprecher gab.
Diese vier (später drei) Hauptgruppen unterteilten sich wiederum in eine Vielzahl von kleineren, unabhängigen, jedoch untereinander verwandten Gruppen (Bands), die aus einigen wenigen Dörfern (èlikhatink) meist entlang von Flussläufen bestanden und von Häuptlingen (Sakima; heute: Wojauwe) geführt wurden. Die Lenni Lenape bildeten dabei niemals eine politische Einheit oder gar Konföderation (wie benachbarte Völker) und kannten auch keine zentrale Führung durch einen allgemein anerkannten Sachem wie im Häuptlingstum üblich. Zudem gab es innerhalb aller Gruppen das gleiche mütterseitige Clansystem, bestehend aus drei Clans:
- Truthahn-Clan (Fowl/Turkey Clan) (Pële – „jener, der nicht kaut“; Mitglieder: Pëleyok; assoziiert mit den Unalachtigo)
- Wolfs-Clan (Tùkwsit, in Munsee: Ptuksi, beides wörtlich: „Rund-Fuß“; Mitglieder: Tùkwsitàk; assoziiert mit den Munsee)
  - Untergruppe bzw. Subclan namens Wisawhìtkuk (wörtlich: „gelbe Bäume“)
  - Untergruppe bzw. Subclan namens Òlàmàni (wörtlich: „rote Farbe“; andere Lenni Lenape behaupteten Angehörige dieser Gruppe seien Hexer)
- Schildkröten-Clan (Turtle Clan) (Pùkuwànku – „der Kriechende“; Mitglieder: Pùkuwànkuwàk, Pùkuwànkuichik oder Pùkuwànkoamimëns; assoziiert mit den Unami)
  - Untergruppe bzw. Subclan namens Elipsit

Der englische Name Delaware, mit dem zunächst nur die Unami-Sprecher entlang des mittleren Delaware Rivers bezeichnet wurden, umfasste erst dann alle Gruppen, als sie ihre östliche Heimat bereits verlassen hatten. Die westliche Migration infolge der weißen Besiedlung im 18. und 19. Jahrhundert führte die Lenni Lenape schließlich nach Kansas (Kansësink) und Oklahoma (Oklahomink). Innerhalb von zwei Jahrhunderten mussten sie nicht weniger als zwanzig Mal umziehen. Auf dieser Wanderung gab es wiederholt Spaltungen und Zusammenschlüsse von Siedlungen und der regionalen, politischen und sprachlichen Gruppen.

## Bands der Lenni Lenape
Im nördlichen Teil des Wohngebiets der Lenni Lenape, das heißt im nördlichen New Jersey und südöstlichen New York, lebten die Munsee sprechenden Gruppen. Zu ihnen gehörten die Esopus, die das Gebiet der Hudson-Wasserscheide westlich des Flusses zwischen den Catskill Mountains und dem Hochland von West Point bewohnten. Weiter im Binnenland, oberhalb des Delaware Water Gap, wohnten die Minisink. Südlich des Hochlands und westlich des Hudson Rivers lebten die Haverstraw an der Haverstraw Bay. Die Tappan fand man am Tappan Zee im Hudson und die Hackensack in den Tälern des Hackensack und Passaic Rivers. Die Raritan lebten am unteren Raritan River bis zum Jahr 1640, als sie ins Inland abwanderten, weil Springfluten ihre Maislager zerstört hatten. Die Navasink lebten im Hochland genau südlich der Sandy Hook Bay. Alle diese Gruppen waren politisch, kulturell und sprachlich eng miteinander verbunden.
Weitere Munsee sprechende Gruppen lebten östlich des Hudson, obwohl die genauen Grenzen ihrer Wohngebiete unbekannt sind. Der nördlichste Stamm waren die Wappinger, deren Land sich bis südlich des Roeliff Jansen Kill Rivers ausdehnte und den größten Teil der Countys Dutchess und Putnam umfasste. Aus frühen Berichten geht hervor, dass eine separate Gruppe von Indianern die hoch gelegenen Gebiete des Putnam County bewohnte, offenbar waren das die selten erwähnten Nochpeem. Südlich davon lebten die Kichtawank im nördlichen Westchester County, die Sinsink oberhalb der Stadt Ossining, die Wiechquaeskeck im Gebiet der Orte Tarrytown und Dobbs Ferry und die Rechgawawank in der Gegend des heutigen Yonkers, 3 km nördlich von Manhattan.
Zu den Stämmen im westlichen Long Island, das heißt im Stadtgebiet des heutigen New Yorks, gehörten die Nayack, Marechkawieck und Canarsee in Brooklyn, oft alle unter dem Namen Canarsee zusammengefasst, die Rockaway im heutigen Newton, die Massapequa an der südlichen Oyster Bay und ihre nördlichen Nachbarn, die Matinecock. Auf Long Island ist es besonders schwierig, zwischen Dorfnamen und größeren lokalen Gruppen zu unterscheiden und die ostwärtige Strömung der Population im 17. Jahrhundert macht es hier zunehmend schwierig, die ethnischen Grenzen genau zu bestimmen. Es ist durchaus möglich, dass die Massapequa und Matinecock überhaupt keine Munsee-Sprecher waren, sondern die linguistischen Vorfahren der Unquachog des 18. Jahrhunderts.
Die Lenni Lenape zwischen Unami-Sprechern im Süden und Munsee-Sprechern im Norden und Osten sprachen Unalachtigo, einen Unami-Dialekt, der durch ein Vokabular der Sankhikan aus dem 17. Jahrhundert bestätigt wird. Die Unalachtigo-Sprecher am Delaware, die Sankhikan und Atsayonk, waren ständige Feinde der rund um Manhattan lebenden Munsee-Sprecher. Die Unalimi (‘People Up the River’), Lenape-Gruppen im Gebiet der Delaware-Flussgabelung, sprachen Nördliches Unami (auch Unalimi genannt), einen von den Herrnhuter Missionaren gesprochenen, aber heute ausgestorbenen Dialekt. Sie waren auch bekannt als The Forks Lenape.
Südlich des Delaware Water Gap und des Raritan Valleys in Zentral-Jersey lebten die Unami sprechenden Lenni Lenape. Aus dem 17. Jahrhundert gibt es nur über die Stämme am Ostufer des Delaware schriftliche Überlieferungen. Hier lebten die Sewapois am Cohansey River, die Little Siconese am Salem, die Naraticonck am Racoon Creek, die Mantaes am Mantua Creek, die Armewamex am Big und am Little Timber Creek, die Remkoke am Rancocas Creek, die Atsayonk am Croswicks Creek und die Sankhikans in der Nähe der Fälle bei Trenton. Die Big Siconese bei Lewes im südöstlichen Delaware waren der einzige Stamm am Westufer des Delaware, der in den gleichen frühen Quellen genannt wird. Offenbar ist der Grund für die Entvölkerung des östlichen Pennsylvania zu Beginn des 17. Jahrhunderts in den zahlreichen Überfällen der Susquehannock zu suchen.

### Munsee*
*von Nord nach Süd und von West nach Ost
| Gruppe                                                     | Siedlungsgebiet                                                                       |
| ---------------------------------------------------------- | ------------------------------------------------------------------------------------- |
| Esopus                                                     | westlich des Hudson, zwischen den Catskill Mountains und dem Hochland von West Point. |
| Haverstraw (vormals Haverstroo, auch Rumachenanck)         | westlich des Hudson, an der Haverstraw Bay.                                           |
| Tappan                                                     | am Tappan Zee im Hudson, der breitesten Stelle des Flusses.                           |
| Hackensack                                                 | in den Tälern des Hackensack und Passaic Rivers.                                      |
| Manhattan                                                  | auf der Insel Manhattan, Teil der heutigen Stadt New York                             |
| Raritan                                                    | lebten am unteren Raritan River                                                       |
| Minisink                                                   | am Oberlauf des Delaware, oberhalb des Delaware Water Gap                             |
| Navasink                                                   | auf dem Hochland genau südlich der Sandy Hook Bay                                     |
| Wappinger (auch Waping oder Wappani)                       | südlich des Roeliff Jansen Kill Rivers, in den heutigen Countys Dutchess und Putnam   |
| Nochpeem                                                   | in den hoch gelegenen Gebieten des Putnam County.                                     |
| Kichtawank (auch Kitchawong)                               | im nördlichen Westchester County                                                      |
| Sinsink (auch Sintsink)                                    | oberhalb der Stadt Ossining (New York)                                                |
| Wiechquaeskeck (Wechquaesgeek, Wecquaesgeek, Wickquaskeek) | im Gebiet der Orte Tarrytown und Dobbs Ferry                                          |
| Reckgawawank (auch Rechgawawanc, Recgawawanc)              | in der Gegend des heutigen Yonkers, 3 km nördlich von Manhattan                       |
| Canarsee                                                   | auf dem westlichen Long Island, im heutigen Brooklyn                                  |
| Rockaway                                                   | Halbinsel an der Südwestküste Long Islands, heutiger Ortsteil Queens                  |
| Massapequa**                                               | südwestliches Long Island an der South Oyster Bay                                     |
| Matinecock**                                               | nordwestliches Long Island                                                            |

**möglicherweise keine Munsee-, sondern Unquachog-Sprecher
Jedoch muss hierbei beachtet werden, dass die Stämme der Lenni Lenape, Wappinger, Mahican, Mattabesic sowie der Westlichen Metoac alle den Östlichen Algonkin angehörten und somit kulturell als auch sprachlich sich von Außenstehenden kaum zu unterscheiden ließen.
Manche Historiker zählen daher die Manhattan, Nochpeem, Kichtawank, Rechgawawanc, Sintsink, Wechquaesgeek und Wappinger zu den Wappinger, die allgemein zu den Wappinger zählenden Hammonasset, Massaco, Menunkatuck, Paugussett, Podunk, Poquonock, Quinnipiac (auch Quiripi), Sicaog und Tunxis werden jedoch oft zu den Mattabesic gezählt.
Die Manhattan werden auch manchmal zu den Wappingern gezählt, während die Paugussett und Mattabesic oft als eigenständige Stämme oder Stammesgruppen angesehen werden.
Die Canarsee, Massapequa, Matinecock und Rockaway wiederum werden manchmal zu den Munsee oder Westlichen Metoac gezählt.

### Unalachtigo
| Gruppe    | Siedlungsgebiet                                                        |
| --------- | ---------------------------------------------------------------------- |
| Sankhikan | in der Nähe der Fälle bei der heutigen Stadt Trenton am Delaware River |
| Atsayonk  | Atsayonk am Croswicks Creek, südöstlich von Trenton                    |

### Unami
| Gruppe          | Siedlungsgebiet                           |
| --------------- | ----------------------------------------- |
| Remkoke         | am Rancocas Creek im südlichen New Jersey |
| Armewarmex      | am Big und Little Timber Creek            |
| Mantaes         | am Mantua Creek                           |
| Naraticonck     | am Racoon Creek                           |
| Little Siconese | am Salem River                            |
| Sewapois        | am Cohansey River                         |
| Big Siconese    | bei Lewes im südöstlichen Delaware        |

## Demografie
In allen Gruppierungen sind Mischehen mit Indianern aus anderen Stämmen und Weißen in jüngerer Zeit so häufig, dass Bevölkerungszahlen nicht mehr aussagefähig sind. Deshalb sind hier nur einige geschätzte Zahlen aus früheren Perioden aufgeführt:
| Jahr | Munsee-Sprecher | Unami-Sprecher | Gesamt |
| ---- | --------------- | -------------- | ------ |
| 1600 | 4.500           | 6.500          | 11.000 |
| 1779 | 1.200           | 2.000          | 3.200  |
| 1820 | 650             | 1.900          | 2.250  |
| 1845 | 500             | 1.300          | 1.800  |
| 1867 | 550             | 1.175          | 1.725  |
| 1900 | 625             | 850            | 1,475  |
| 1950 | 525             | 1.400          | 1.925  |

## Kultur im 17. Jahrhundert
Die Lebensweise der Lenni Lenape änderte sich beträchtlich zwischen dem siebzehnten und zwanzigsten Jahrhundert. Es gibt ausreichende Informationen über ihre Kultur vor und nach dem Kontakt mit Europäern, die als exemplarisch für den Kulturwechsel vieler indianischer Stämme im Nordosten Nordamerikas angesehen werden können.
Die Dörfer der Unami und Unalachtigo waren generell nicht befestigt, wohl aber die Munsee-Dörfer aufgrund ihrer Nähe zu den kriegerischen Mohawk. Zu Beginn des 17. Jahrhunderts lebten die Lenni Lenape in Dorfgemeinschaften von weniger als hundert Einwohnern. Bekannt sind Kooperationen lokaler Gruppen bei Treibjagden, bei gegenseitiger Verteidigung und Verhandlungen mit Irokesen und Europäern. Dieser Zusammenschluss gemeinsam handelnder lokaler Gruppen, die jeweils mehr als tausend Angehörige zählen konnten, förderte die Entwicklung von Stämmen, obgleich eine dauerhafte zentrale Führung fehlte.

### Politische Organisation
Bevor die Lenape ihr traditionelles Wohngebiet verließen, bildeten sie keinen einheitlichen Stamm wie zum Beispiel die Shawnee. Nachdem sie um 1740 nach Ohio gezogen waren, bestand die Stammesführung aus drei Sachems, Captain genannt. Sie folgten in ihrer Organisation dem Muster ihrer traditionellen Clans, nämlich dem Schildkröten-, Wolfs- und Truthahn-Clan, wobei der Schildkröten-Clan immer den Oberhäuptling stellte.
Der Sachem oder Häuptling kam in der Regel aus einer besonderen Lineage, als der Erste unter Gleichen eines Häuptlingsgeschlechts. Er war als Vermittler tätig und hatte zeremonielle Aufgaben. Er versuchte, seine Stammesmitglieder durch Argumente zu überzeugen und fungierte als Sprecher bei Verhandlungen mit Gegnern, anderen Stämmen oder bei Geschäften mit Europäern. Im Verlauf des 17. Jahrhunderts wurden einige Häuptlinge, wie Oratamin von den Hackensack und Tappan, als Führer von vereinigten lokalen Gruppen bekannt. Häuptlinge leiteten zum Beispiel ausgedehnte Jagden oder sie beaufsichtigten das Ergreifen von Mördern, obwohl Mord gewöhnlich durch die Zahlung von Schmerzensgeld in Form von Wampum gesühnt wurde. Wichtige Entscheidungen wurden von einer allgemeinen Ratsversammlung getroffen, die aus den alten und weisen Männern des Volks bestand und bis zu 200 Personen zählen konnte.
Ein Sachem bestimmte seinen Nachfolger, allgemein wurde diese Entscheidung aber nach seinem Rücktritt oder Tod nicht als bindend angesehen. Die Erbfolge war matrilinear geregelt, doch war immer eine Häuptlingswahl erforderlich.
Für die meisten östlichen Stämme wird ein besonderes Priesteramt beschrieben, wie zum Beispiel der Powwow im östlichen Long Island und südlichen Neuengland, doch bei den Lenni Lenape fungierte der Häuptling auch als religiöser Führer. Kriegshäuptlinge erreichten ihre Position durch herausragende Leistungen im Krieg.

### Lebensunterhalt
Der Jahreslauf war von einer festen Abfolge von Tätigkeiten bestimmt, die überwiegend der Sicherung des Lebensunterhalts dienten. Im Herbst wurde das Unterholz in den Wäldern abgebrannt, um das Verfolgen und Aufspüren des Wildes zu erleichtern. Feuer-Treibjagden waren eine übliche Methode zum Fangen und Jagen. Im Winter wohnten die Lenape in verstreut liegenden kleinen Hütten in den Wäldern und zogen nur in Kriegszeiten in auf Hügelkuppen angelegten Festungen, die aus Langhäusern bestanden, die von Palisaden umgeben waren. Im April wurde bei Bedarf der Wald in der Dorfumgebung für neue Kornfelder gerodet, die häufig mehr als 200 Acres (ca. 800.000 m²) groß waren. Nach der Aussaat von Mais, Bohnen, Squash und Süßkartoffeln zogen einige Familien zu den Nistplätzen der Wandertauben, um Taubenküken zu sammeln, die als Delikatesse galten. Frühling und Frühsommer war auch die Zeit, in der Meeresfische und Schalentiere gefangen wurden. Bei den Fischfanglagern entstanden häufig Gärten, wenn die Fangsaison lang genug war. Nachdem die Ernte eingebracht war, versammelte man sich in den Dörfern, wo die wichtigsten Feierlichkeiten und Zeremonien des Jahres stattfanden.
Die Jagdwaffen bestanden aus Pfeil und Bogen, später aus Gewehren und Fallen, die für Biber mit Bibergeil geködert waren. Zeitweilig wurde das Wild in Umzäunungen oder in Sackgassen, zum Beispiel gegen einen Fluss, getrieben. Eine übliche Praxis war auch das Rundumfeuer, bei dem Jagdgesellschaften mit etwa 100 bis 200 Personen erforderlich waren. Hirsche und Rehe gehörten zum wichtigsten Wild, aber auch Bären wurden gejagt, ebenso wie Wölfe, Waschbären, Marder, Wiesel, Fischotter, Truthähne und Wandertauben.
An Fischen wurden Heringe, Störe, Aale und viele andere Arten gefangen. Die Fanggeräte bestanden aus großen, steinbeschwerten Netzen, kleineren, zwischen Pfosten angebrachten Netzen, Fischfallen, Wehren, Angelhaken sowie aus Pfeil und Bogen. Fische und Schalentiere wurden gewöhnlich auf Gestellen in der Sonne getrocknet und konserviert, die Schalentiere sortierte man aus. Dabei entstanden im Lauf der Zeit riesige Haufen.
Die wichtigste Nahrungspflanze war der Mais, der zu je drei bis fünf Körnern in Erdwälle eingebracht wurde. Daran entlang pflanzte man verschiedene Sorten von Bohnen, die sich an den Maisstängeln emporranken konnten. Nachdem der Mais geerntet und getrocknet war, wurde er geschält, in große Behälter aus Hanf gefüllt und in mattengedeckten Gruben gelagert, die von den Engländern Indianerscheunen genannt wurden. Die frühen englischen Kolonisten hassten diese Gruben, weil ihr freilaufendes Vieh oftmals hineinfiel und sich dabei die Beine brach. Wie die Algonkin-Nachbarn bauten auch die Lenape Tabak und Squash an. An wildwachsenden Früchten sammelten sie Beeren, Nüsse, Erdnüsse, Wurzeln und wildes Gemüse.
Zur täglichen Nahrung gehörte Maisbrei, häufig zusammen mit Fleisch oder Fisch, beides durch Trocknung konserviert und in einem Mörser zu Mehl zerkleinert. Häufig wurde Brei hinzugefügt oder separat gekocht. Frisches Fleisch oder Fisch wurde gekocht oder an Spießen geröstet, die in der Nähe des Feuers in den Boden gesteckt wurden. Maismehl wurde umwickelt und in der Asche zu Brot gebacken. Besondere Leckerbissen waren Biberschwänze, Fischköpfe und fettes Fleisch mit Kastanien und getrocknetem, fein gemahlenen Mais, der auch als Standardration von Kriegern und Jägern mitgeführt wurde. Ein Viertelpfund Maismehl mit Wasser vermischt galt als ausreichende Nahrung für einen Tag. Zum Süßen verwendete man Beeren, denn Ahornzucker war nicht bekannt, aber auch Maisstängel wurden als Süßigkeit zerkaut.

### Rohstoffe, Werkzeuge und Waffen
Kürbisschalen dienten als Werkstoff für Schüsseln, Teller, Schöpflöffel und Wasserflaschen. Als Mörser benutzte man die ausgehöhlten Enden von Baumstücken, während die Stößel aus Holz oder Stein bestanden. Zum Kochen benutzten die Lenape Tontöpfe mit runden oder konischen Böden.
Seile wurden aus den Fasern des Indianer-Hanfs, Nesselpflanzen und der inneren Rinde verschiedener Bäume durch Rollen auf dem Oberschenkel hergestellt. Körbe und Matten wurden aus Binsen und Maishülsen gemacht und alle gewebten oder geflochtenen Gegenstände waren mit bemalten feinen Fichtenwurzeln oder Borsten des Stachelschweins verziert. Die von den Lenape benutzten Farben bestanden aus pflanzlichen oder mineralischen Rohstoffen, die man in tierischen Fetten auflöste.
Tabakpfeifen bestanden aus Ton, Stein, Horn oder Kupfer und waren oft verziert. Äxte, Hacken und Messer verschiedener Art hatten Schneiden aus Flint. Die dreieckigen Pfeilspitzen waren aus dem gleichen Material und wurden mit Harz oder Fischleim am Schaft befestigt, der mit ein oder zwei Federn besetzt war. Pfeilspitzen konnten auch aus Knochen, Horn oder Fischzähnen bestehen. Bögen, von denen einige mehr als mannshoch waren, bespannte man mit geflochtenen Sehnen.
Im Krieg wurde ein hölzerner Helm getragen, am Arm hing eine hölzerne Kriegskeule an einem Lederriemen, und ein großer rechteckiger Schild aus Holz oder Elchhaut wurde mitgeführt, der den Körper bis zur Schulter schützte.
Zu kleineren, selbst hergestellten Objekten gehörten Nadeln aus Fischgräten, Tierknochen oder aus Nussbaumholz und Flöten aus Schilfrohr. Wampum-Perlen, die man für Zeremonien und Dekorationen, wie auch als Zahlungsmittel für den Handel gebrauchte, gewann man durch Aufbrechen und Zermahlen von Seemuscheln. Der rote Bereich der Quahog-Muschel lieferte die schwarzen Perlen und der Panzer der röhrenförmigen Meeresschnecken die weißen, die aber nur den halben Wert besaßen.
Einbaum-Kanus bestanden vorwiegend aus Zedernstämmen, die man durch Feuer und Schaben aushöhlte. Es gab auch kleinere, leichter zu tragende Kanus aus Ulmenrinde oder anderen Baumrinden.

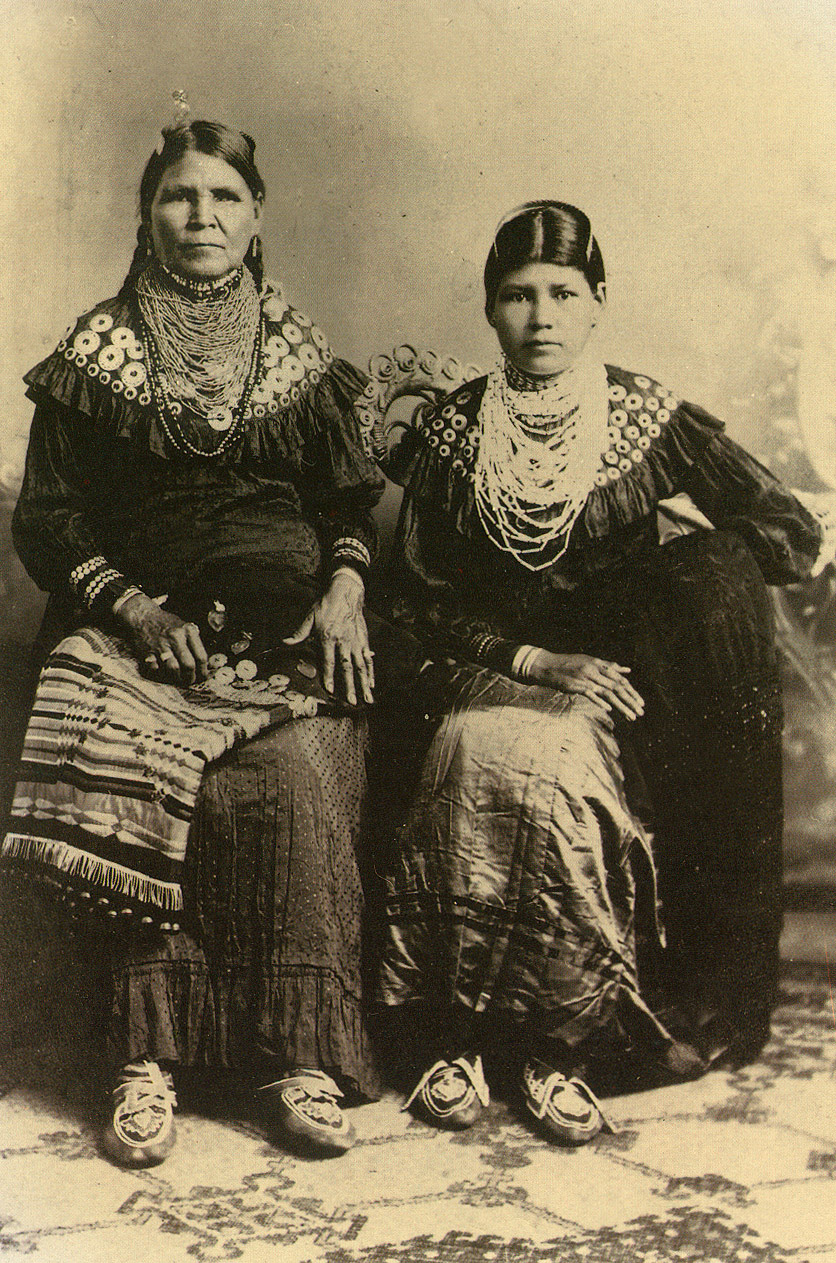
Lenape-Frau mit Tochter in ihrer traditionellen Kleidung um 1910

### Kleidung und Schmuck
Die Kleidung der Lenni Lenape war für europäische Verhältnisse leicht und unzureichend. Auch im Winter bestand die Kleidung nur aus einem ledernen Lendenschurz für Männer und einem gewickelten, nicht genähten Hemd für Frauen. Gürtel waren gewöhnlich aus Leder oder Schlangenhaut und mit Wampumperlen geschmückt. Das Tierfell als Oberbekleidung ersetzten die Lenape bald nach dem Kontakt mit Europäern durch große Decken, die Matchcoat oder Duffel genannt wurden. Gewöhnlich trug man diese Felle oder Decken über der rechten Schulter und die Enden waren auf der linken Seite unterhalb der Knie hängend locker verknotet. Die entsprechende Kleidung bei kaltem Wetter bestand aus Bären-, Waschbären-, Biber- oder anderen Fellen, die mit der Fellseite nach innen und bei höheren Temperaturen mit der Fellseite nach außen getragen wurden. Es gab auch Umhänge aus bemalten Truthahnfedern, die mit Hanf verbunden waren. Mokassins fertigte man allgemein aus Hirsch- oder Elchleder, an den Fußknöcheln umgeschlagen und mit dünnen Lederbändern zum Schnüren. Im Winter benutzte man Lederleggins und Schneeschuhe. Die Lederkleidung wurde oft durch Bemalung und durch Aufnähen von Wampum-Perlen, Quasten und Fransen aus Stacheln des Stachelschweins geschmückt. Zur Kleidung trug man Halsketten und gemusterte Stirnbänder und Schärpen aus Wampum.
Am Nacken hingen Kupferschmuck und lange Fransen aus rotgefärbten Tierhaaren. Ringe aus Metall und kurze Bänder aus Wampum dienten als Ohrschmuck und als Armbänder. Männer trugen Federkronen, im Kreis angebrachte große Federn, auf ihren Köpfen, sowie Kämme aus rotgefärbten Tierhaaren, die mit Hanf befestigt waren. Um den Hals hängende Tabaksbeutel waren aus dem Leder kleiner Tiere gefertigt und dienten als Behälter für Pfeifen und Tabak. Krieger rasierten ihren gesamten Kopf mit Ausnahme einer Skalplocke auf dem Scheitel, die mit Fett beschmiert wurde und senkrecht nach oben stand. Obwohl diese Haarmode den Mohawk zugeschrieben wird, traf sie auf die meisten östlichen Stämme zu. Hing das Haar lose herunter, waren zum Schmuck Wampumperlen eingeflochten. Die spärlich wachsenden Barthaare wurden ausgezupft. Die Frauen färbten sich das Gesicht mit rotem Ocker. Sie flochten ihr Haar in Zöpfen nach hinten, die zu einem Knoten zusammengebunden und mit einem viereckigen Behälter bedeckt wurden. Viele Lenape trugen sorgfältige Gesichtsbemalungen und Tätowierungen am Körper. Tierisches Fett von Bären oder Waschbären wurde zum Schutz gegen Kälte, Sonnenstrahlen und Moskitos großzügig auf dem Körper und auch im Haar verteilt. Die Lenape benutzten häufig Kupfer, das sie von den westlichen Großen Seen im Handel bezogen. Bearbeitetes Kupfer fand man auch in Pfeifen und Pfeilspitzen. Um 1770 änderte sich die Mode der Lenape, sie trugen silberne Nasenringe und dekorierten ihre Kleidung mit bunten Tüchern, die sie von weißen Händlern bezogen.

### Häuser
Man kannte drei verschiedene Haustypen: Runde Wigwams mit Kuppeldach, Langhäuser mit gebogenem Dach und Langhäuser mit Dachfirst. Die besten Beschreibungen gibt es von den Langhäusern, die über 20 Fuß (6,10 Meter) breit und über 60 Fuß lang (18,30 Meter) sein konnten und von etwa 20 Personen oder 7–8 Familien bewohnt wurden. Der äußere Rahmen bestand aus jungen Hickorybaumstämmen, die man paarweise gegenüber in den Boden rammte, oben in Bögen zusammenband und mit horizontalen Stangen verband. Sie wurden mit Kastanienrinde bedeckt, hatten in der Mitte des Daches einen Rauchabzug und eine Türöffnung an jeder Schmalseite.
Für die Familien, denen jeweils ein besonderer Platz zugeteilt wurde, gab es ein Feuer in der Mitte des Bodens. Kessel hingen an Stangen, die längsseits im Haus auf gegabelten Pfosten angebracht waren. Langhäuser errichtete man in den halbjährlich bewohnten Wintersiedlungen, manchmal gedrängt auf Hügelkuppen hinter Palisaden aus Holz und Baumstämmen. Die Häuser stattete man mit gewebten Reetmatten aus, die auf den Boden gelegt und an die Wände gehängt wurden. In den Häuptlingshäusern waren die Matten mit Gesichtern und Bildern bemalt, da sie für religiöse Zeremonien des Stammes benutzt wurden. Schwitzhütten, groß genug für drei bis vier nebeneinander liegende Männer, errichtete man in der Nähe von fließenden Gewässern.

### Lebenszyklus
In einer speziell für diesen Zweck gebauten, abseits gelegenen Hütte kam ein Kind zur Welt. Es wurde von der Mutter mit kaltem Wasser gewaschen und auf ein Wiegenbrett gebunden. Frauen trugen ihr Wiegenbrett auf dem Rücken mit einem Tragegurt um die Stirn. Ein Kind, das zu groß für das Wiegenbrett wurde, trug die Mutter in einem um ihre Schulter gebundenen Fell oder einer Decke. Kinder wurden ein bis zwei Jahre lang gestillt, und die Frau vermied in dieser Zeit eine erneute Schwangerschaft. Sobald das Kind dazu fähig war, gab man ihm geschlechtsspezifische Aufgaben zu erledigen. Knaben wurden zum Fischen oder zum Schießen kleiner Tiere und Vögel mit dem Bogen angeleitet und in älteren Jahren auf die Jagd mitgenommen. Mädchen halfen im Haushalt und Garten. Zu den Aufgaben der Männer gehörten die Jagd, das Fischen und der Handel; im Alter, wenn diese Tätigkeiten zu anstrengend wurden, stellten sie Werkzeuge und Gebrauchsgegenstände aus Holz, Stein und Knochen her. Frauen erledigten Gartenarbeit, Kochen und Hausarbeit, wie auch das Bearbeiten von Fellen und die Versorgung der kleinen Kinder. Bei den häufigen Umzügen waren sie für den Transport des Haushalts verantwortlich.
Bei der ersten Menstruation zog sich das Mädchen in eine besondere Hütte bis nach dem zweiten Ereignis zurück. In dieser Zeit legte es sich eine Decke über den Kopf und vermied jede Berührung seines Haares, von Nahrungsmitteln und Geräten, aß mit einem Stab und trank aus der Hand. Nach dieser ersten Isolation zeigte ein Mädchen seine Heiratsfähigkeit an, indem es sich mit einem Wampum schmückte und eine besondere Kopfbedeckung trug. Ein heiratswilliger junger Mann näherte sich dem Mädchen oder seinen Eltern mit einem Wampum als Geschenk. Die Verlobungszeit dauerte gewöhnlich ein Jahr, in der das Mädchen seine spezielle Kleidung trug, aber voreheliche Keuschheit erwartete man nicht von dem Paar. Diese Periode wurde durch ein Festessen beendet, es gab jedoch keine weitere Hochzeitszeremonie. Ehescheidungen kamen vor und erfolgten mit gegenseitigem Einverständnis, aber Ehebruch wurde geächtet. Ein Häuptling konnte mehrere Frauen haben, und es war üblich, einem Besucher eine seiner Frauen für eine Nacht auszuleihen.
Tote bestattete man in sitzender Position in einem Höhlengrab. Außer einigen Werkzeugen und Utensilien wurde Nahrung und Wampum mit ins Grab gelegt und der Körper mit Holz oder Zweigen bedeckt. Das Grab füllte man mit Erde auf, legte Steine darüber und baute einen Zaun darum. Später wurde das Grab jährlich von Trauernden besucht, sorgfältig gepflegt und von Gras freigehalten. Auf dem Grab eines Mannes errichtete man einen Pfahl mit einer bildlichen Darstellung seiner Fertigkeiten und Leistungen. Die Verwandten der Toten färbten ihre Gesichter schwarz und Witwen trauerten ein Jahr lang. Besonders von Frauen wurde erwartet, dass sie ihre Trauer öffentlich zeigten. Sie krochen täglich weinend über das Grab des Mannes oder verbrannten ihr Haar, wenn ihr Mann im Krieg getötet wurde.

### Religion
Im Alter von 15 Jahren erwarb der junge Lenni Lenape einen Schutzgeist. Das konnte ein Vogel sein, dessen Klaue oder Schnabel er von nun an stets bei sich trug. Ein Traum von diesem Vogel bedeutete zukünftigen Erfolg bei der Jagd, und er wurde bei einer bestimmten Zeremonie in der Schwitzhütte lautstark imitiert. Allerdings ist über die Religion der Lenape aus der frühen Zeit wenig bekannt, weil die Europäer in ihren Berichten oftmals die Bedeutung der von ihnen beobachteten Rituale missverstanden. Die wichtigste Zeremonie war ein Tanz, der von einer Anzahl sich im Kreis bewegender Personen aufgeführt wurde. Die stimmliche Begleitung wechselte zwischen Sprechen und Gesängen, unterbrochen von lauten Rufen. Zwei Männer saßen in der Mitte und gaben mit Trommeln den Takt an. Andere Teilnehmer saßen auf den Seiten, sangen und schlugen mit kurzen Stöcken auf den Boden. Die Tänzer bewegten sich schnell, hielten bei ihren Sprüngen und Schrittfolgen jedoch immer den Takt. Diese Zeremonie fand gewöhnlich im Herbst nach der Maisernte statt.
Einige Kolonisten waren davon überzeugt, dass die Lenni Lenape an die Existenz eines allmächtigen Gottes glaubten. Eine Schöpfungsgeschichte ist bekannt, in der eine schwangere Frau vom Himmel fällt. Von den Seelen der Toten glaubte man, dass sie nach Westen oder Süden in die glücklichen Jagdgründe zogen, wo sie Wild im Überfluss und ein sorgenfreies Leben haben würden.
Religiöse Zeremonien fanden in einem geweihten Großen Haus statt. Träumen wurde große Beachtung geschenkt. Es gab Priester, die Träume deuten und die Zukunft voraussagen konnten, anderen vertraute man die Heilung von Krankheiten an. Die Lenape glaubten an ein Leben nach dem Tode, aber der christliche Begriff von Himmel und Hölle war unbekannt.
Die Lenape nannten nur ungern ihren richtigen Namen, und der Gebrauch von Spitznamen war sehr verbreitet. Zum Beispiel war der Name von Captain Pipe, Sachem des Wolf-Clans im Jahr 1775, Konieschquanoheel, das heißt Macher des Tageslichts. Sein Spitzname jedoch lautete Hopocan, das bedeutet Tabakspfeife, daher stammt demnach sein historischer Name Captain Pipe.

### Kriegsführung
In Kriegszeiten brachte man Frauen, Kinder und Alte auf eine Insel oder in ein Sumpfgebiet und versuchte, die Angreifer in einen Hinterhalt zu locken. Die Lenni Lenape bevorzugten eine Guerilla-Taktik, der zufolge nur in kleinen Gruppen gekämpft wurde und kaum mehr als sieben oder acht Beteiligte bei einem Gefecht den Tod fanden. Die Krieger bemalten ihre Gesichter und trugen Schlangenhäute als Kopfband, in denen rotgefärbte Truthahnfedern steckten. Ein Fuchs- oder Wolfsschwanz wurde senkrecht auf dem Kopf als Fetisch befestigt. Auf dem Kriegspfad benutzten die Lenape eine Geheimsprache, bei der sie gewöhnliche Wörter durch neue Begriffe austauschten. Im Kampf gefangene Gegner wurden entweder als Ersatz für getötete Angehörige adoptiert oder gefoltert und hingerichtet. In diesem Falle sangen sie herausfordernde Todeslieder, bis sie starben. Skalps nahm man sowohl auf dem Schlachtfeld als auch von getöteten Gefangenen.

## Geschichte

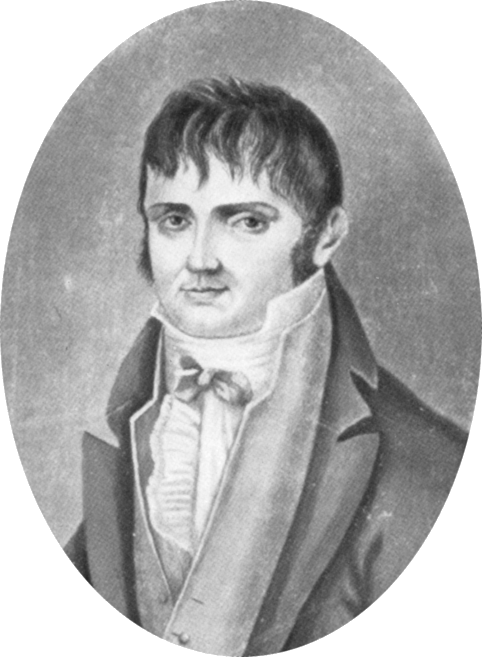
Constantine Rafinesque (1783–1840)

Mündlichen Überlieferungen mehrerer Algonkin-Stämme zufolge waren die Lenni Lenape, Nanticoke, Powhatan und Shawnee einst ein einziger Stamm, eine Theorie, die auch wissenschaftlich belegt werden kann. Im Jahr 1836 wurde ein Buch von Constantine Rafinesque unter dem Titel The American Nations veröffentlicht, in dem er die Walam Olum genannte rote Bilderschrift der Lenni Lenape entschlüsselte, mit der sie ihre Geschichte für nachfolgende Generationen überliefert hatten. Demnach sind sie von Sibirien quer durch Nordamerika bis in ihr traditionelles Wohngebiet an der Atlantikküste gezogen.

### Die Niederländer
Als Giovanni da Verrazzano 1524 an der Ostküste Nordamerikas entlangfuhr, konnte er den Gesten der Indianer entnehmen, dass sie schon früher Kontakt zu Europäern gehabt hatten. Bei den Lenni Lenape gibt es mündliche Überlieferungen, dass sie zuerst mit Spaniern und Portugiesen Handel getrieben hatten. Sichere Informationen liegen jedoch erst über die Reise Henry Hudsons vor.
Am 3. September 1609 fuhr Kapitän Hudson mit 18 Besatzungsmitgliedern auf seinem Schiff Half Moon (dt.: Halbmond) in einen natürlichen Hafen an der Ostküste Nordamerikas. Hudson hatte den Auftrag von der Niederländischen Ostindien-Kompanie (VOC), eine schnellere Route zu den Märkten in Ostasien und neue Kolonien für die Niederlande zu finden. Hudson ankerte in der Sandy Hook Bay südlich von Staten Island, als er von zwei mit Kriegern besetzten Kanus angegriffen wurde, wobei einer seiner Männer getötet und zwei andere verwundet wurden. Danach fuhr er den Hudson River weiter flussaufwärts bis etwa zum heutigen Albany und traf dort auf die Mahican, die ihn freundlich begrüßten. Auf der Rückfahrt griffen flussabwärts lebende Indianer erneut an, und die Niederländer töteten einige von ihnen mit Musketen und Kanonen. Hudsons Auftraggeber waren zwar enttäuscht über die erfolglose Suche nach dem kürzeren Seeweg, die mitgebrachten Pelze jedoch beeindruckten sie und stellten ein gutes Geschäft in Aussicht. Weitere niederländische Schiffe machten sich im nächsten Jahr auf die Reise, und um 1614 errichtete man den ersten niederländischen Handelsposten, Fort Nassau, auf Castle Island unterhalb des heutigen Albany.

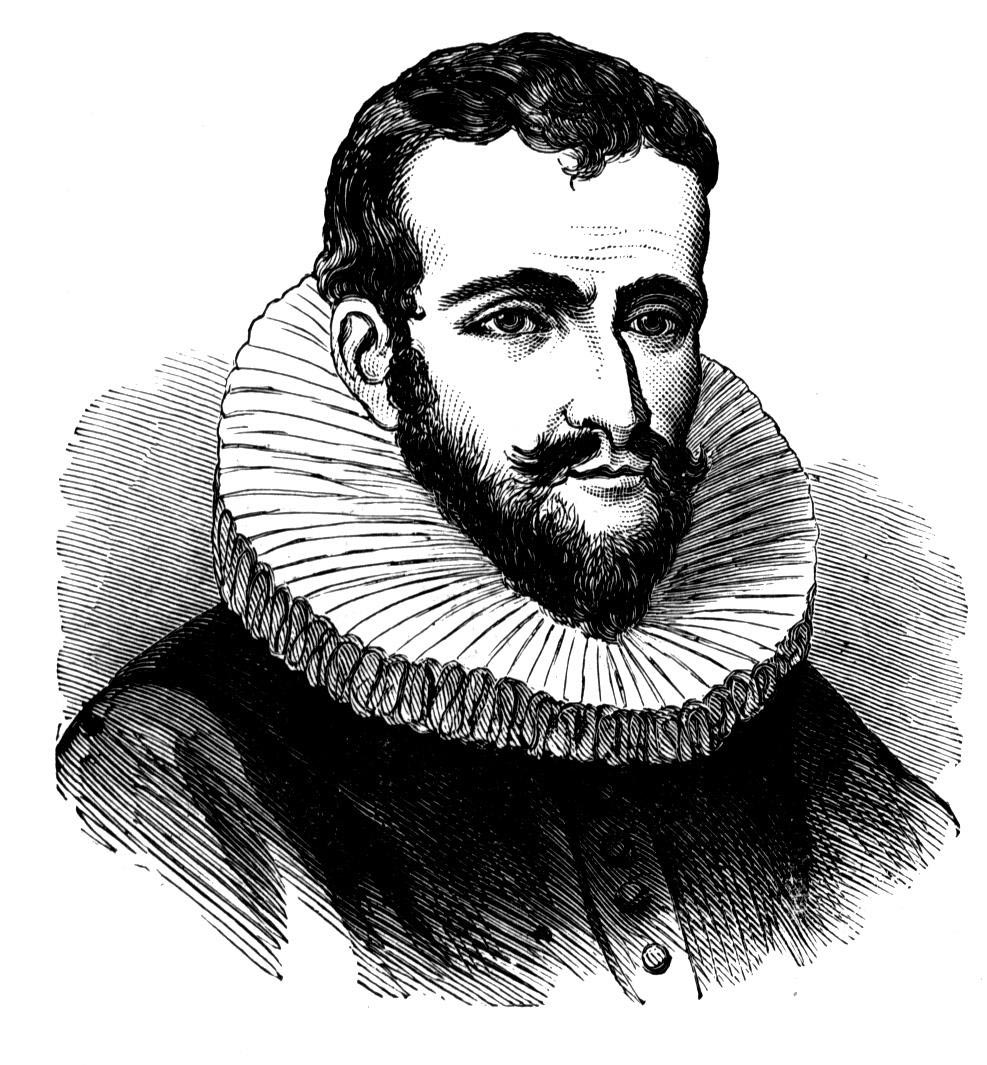
Henry Hudson (1565–1611)

Innerhalb weniger Jahre hatten die Niederländer den Handel mit indianischen Partnern bis zum Delaware und Connecticut River ausgedehnt. Im Jahr 1624 siedelten die ersten niederländischen Kolonisten am Hudson River und auf Burlington Island im Delaware River. 1626 wurde von der niederländischen West-Indischen Kompanie mit dem Bau von Fort Amsterdam auf der Insel Manhattan begonnen, die von den Canarsee im Frühling des gleichen Jahres für Waren im Gegenwert von 60 Gulden gekauft worden war.

### Der Pelzhandel
Der Pelzhandel war die treibende Kraft für die niederländische Kolonisation und hatte großen Einfluss auf die Wirtschaft und Materialkultur der Indianer. Er führte bald zu Spannungen und Kriegen zwischen den Stämmen, weil sie auf der Jagd nach Pelztieren in die Jagdgebiete ihrer Nachbarn eindrangen. Der Bestand an Bibern im Küstengebiet war durch die ständige Jagd schon bald erschöpft, und vor Mitte des Jahrhunderts musste man sie auf langen Ausflügen weit im Inland suchen. Im Austausch für Pelze bekamen die Lenape viele Artikel europäischer Herstellung, die rasch die meisten Gebrauchsgegenstände ihrer eigenen Kultur verdrängten. So wurden europäische Metallkessel und Werkzeuge zum Schneiden und Stechen übernommen, wie auch Haushaltsgegenstände, Flaschen, Krüge, Glasperlen und Schellen. Sehr gefragt waren Musketen, Pulver, Blei und Alkohol. Gewebte Stoffe ersetzten das Leder bei der Herstellung von Lendenschurzen, Kleidern, Leggings und Umhängen. Ein beliebtes, von den Europäern übernommenes Kleidungsstück war das Hemd, welches von Männern offen und bis zu den Knien hängend getragen wurde. Bald begannen die Lenni Lenape mit dem Anbau von Kürbissen, Melonen und Wassermelonen sowie mit der Aufzucht von Schweinen und Hühnern. In Verbindung mit dem Pelzhandel entstand eine vereinfachte Sprache zwischen Lenni Lenape und Europäern, die hauptsächlich aus Unamiwörtern bestand und einen sehr einfachen Satzbau aufwies.
Die Kriege zwischen den Stämmen behinderten den Handel, besonders der Konflikt zwischen den Mohawk und den Mahican im Jahr 1617, der zur Schließung von Fort Nassau führte. Nach dem Krieg stiegen die Mohawk zum wichtigsten Handelspartner der Niederländer am Hudson River auf.

Neuschweden und Neu-Niederlande

### Die Schweden
Zwischen 1630 und 1635 griffen die Susquehannock Lenape-Dörfer im südöstlichen Pennsylvania an und trieben die Einwohner über den Delaware River nach Osten oder Süden in den heutigen Bundesstaat Delaware. Die Verluste der Lenni Lenape waren hoch, und europäische Händler berichteten von niedergebrannten, verlassenen Dörfern und vielen Toten. Um die gleiche Zeit suchte auch die erste Pocken-Epidemie die Flusstäler des Hudson und Delaware River heim.
Die Lenni Lenape verloren fast die Hälfte ihrer Bevölkerung, mussten die Dörfer westlich des Delaware aufgeben und wurden den Susquehannock tributpflichtig. 1638 errichtete Schweden die kurzlebige Kolonie Neuschweden am unteren Delaware River und kaufte Land von den Lenni Lenape, die allerdings die Susquehannock zuvor um Erlaubnis bitten mussten. Die Schweden kamen gut mit ihren indianischen Nachbarn aus, war doch die Kolonie völlig auf die Gastfreundschaft der Lenape angewiesen. Die meisten Siedler kamen aus Finnland, das damals eine schwedische Provinz war. Wie die Indianer kannten die Schweden eine gemischte Form der Wirtschaft, die aus Ackerbau, Jagd und Fischfang bestand. Lenape und Schweden tauschten ihre Erfahrungen aus. So lernten die Indianer von den Schweden den Bau von Blockhütten und das Flechten von Spankörben. Im Gegenzug zeigten die Indianer, wie man mit Netzen fischt und Mais anbaut. Um 1640 gab es im Tal des Delaware Rivers keine Biber mehr, die Schweden tauschten jetzt ihre Güter gegen Biberfelle der Susquehannock.

Karte von Neuschweden etwa 1650

Inzwischen beobachteten die Niederländer mit Sorge die kleine schwedische Kolonie am Unterlauf des Delawares. Sie befürchteten Konkurrenz beim Pelzhandel und meldeten eigene Ansprüche auf das von Schweden besetzte Gebiet an. Außerdem war der Gründer der schwedischen Kolonie, Peter Minuit, ein früherer Gouverneur von Nieuw Nederland. In den folgenden Jahren wuchs die schwedische Kolonie auf etwa 600 Siedler an und breitete sich flussaufwärts aus. Erster Gouverneur wurde am 1. Januar 1643 Johan Printz. Im selben Jahr wurde Fort Nya Elfsborg in der Nähe des heutigen Salem in New Jersey gegründet. Weitere Gründungen waren Nya Stockholm (heute Bridgeport) und Swedesboro. Ab 1645 kam es zu Konflikten mit den Niederländern, die ihrerseits eine Kolonie am Delaware errichteten. Trotz des Protestes des schwedischen Gouverneurs errichteten die Niederländer Fort Casimir (heute New Castle) in Delaware. Die Schweden schickten daraufhin ein Kriegsschiff nach Fort Casimir und nahmen es unter Beschuss. Da den Verteidigern das Pulver ausgegangen war, wurde das Fort ohne Verluste erobert.
Der niederländische Gouverneur Petrus Stuyvesant entsandte fünf Kriegsschiffe nach Neuschweden und eroberte am 14. September 1655 Fort Casimir zurück. Daraufhin wandte er sich gegen die Hauptstadt Tinicum. Angesichts dieser feindlichen Übermacht gaben die Schweden auf, und die meisten leisteten den Eid auf die niederländische Oberhoheit. Ihnen wurde eine lokale Autonomie zugestanden, sie durften ihren Besitz behalten und hatten ihre eigenen Streitkräfte zur Selbstverteidigung. Einige Schweden, die den Eid verweigert hatten, wurden nach Manhattan deportiert. Das war das Ende der schwedischen Kolonie in Nordamerika.

### Kriege in Nieuw Nederland
Verglichen mit den Engländern war die Zahl der niederländischen Kolonisten in Nordamerika gering. Anfangs gab es nur einige niederländische Händler, bis im Jahr 1624 dreißig niederländische Familien beim heutigen Albany ankamen. Sie errichteten Fort Orange, einen neuen Handelsposten am Westufer des Hudson. 1639 wurde Willem Kieft von der Niederländischen Ostindien-Kompanie zum neuen Gouverneur ernannt. Kieft hatte wenig Gespür für den Umgang mit den Indianern. Eine Serie von Morden und deren Vergeltungsaktionen, verbunden mit Fehlentscheidungen von Gouverneur Kieft, führten zu Beginn der 1640er Jahre zu mehreren Konflikten.
Der sogenannte Schweinekrieg (1640) brach aus, weil die frei laufenden Schweine der Kolonisten die Felder der Raritan verwüsteten. Nach mehreren Toten auf beiden Seiten bot Kieft ein Kopfgeld von 10 Faden Wampum für jeden Raritan-Kopf, der zu ihm nach Fort Amsterdam gebracht würde. Die meisten Stämme gingen nicht auf sein Angebot ein. Doch zwischen den Metoac und Raritan bestand eine alte Feindschaft, und einige Metoac nutzten die Gelegenheit und brachten Kieft einen Kopf – es ist aber nicht sicher, ob es wirklich der Kopf eines Raritan war.
Im Februar 1643 flohen einige hundert Wiechquaeskeck vor den angreifenden Mahican und suchten Zuflucht in Pavonia, heute Jersey City. Die Wiechquaeskeck hatten zuvor eine 80-köpfige Strafexpedition der Niederländer vernichtet, und diese sahen jetzt eine Gelegenheit zur Revanche. Am 25. Februar 1643 überfielen sie das Indianerdorf im Morgengrauen, töteten alle 120 Wiechquaeskeck und sollen anschließend in Fort Neuamsterdam mit deren Köpfen Fußball gespielt haben. Die Aktion ging als Pavonia-Massaker in die Geschichte ein und führte zum Wappinger-Krieg (1643–1645), in dem sich rund 20 Stämme aus dem heutigen New Jersey, New York und Long Island gegen die Niederländer vereinigten. Erst mit Unterstützung der Engländer konnten die Indianer besiegt werden. Obwohl heute nur wenig darüber bekannt ist, war der Wappinger-Krieg einer der blutigsten und grausamsten Ausrottungskriege gegen die Indianer. Zusammen mit ihren Alliierten hatten die Wappinger über 1.600 Tote zu beklagen.
Darüber hinaus gab es einige weitere Konflikte mit den Kolonisten, so unter anderen den Whiskey-Krieg (1642) und den Pfirsich-Krieg (1655).
Im September 1659 arbeiteten einige Esopus in Diensten der Niederländer auf den Feldern. Ihren Lohn setzten sie in Alkohol um, machten Lärm und feuerten eine Muskete ab. Sie wurden daraufhin von niederländischen Siedlern angegriffen, getötet oder in die Flucht geschlagen, und es begann der Erste Esopus-Krieg (1659–1660). Die Esopus zerstörten Farmen im Esopus-Tal, Gefangene wurden lebendig verbrannt und die geflüchteten Siedler drei Wochen lang im Fort belagert, bevor Stuyvesant mit 200 Mann eintraf. Die Esopus flüchteten nach Westen in die Berge, setzten aber die Überfälle fort. Im Frühling 1660 startete Stuyvesant eine Offensive und zerstörte im März ein befestigtes Esopus-Dorf. Nach zwei weiteren Gefechten im April und Mai wendete sich das Blatt zugunsten der Niederländer. Jetzt waren die Esopus bereit, Frieden zu schließen, und am 15. Juli 1660 unterzeichneten sie einen Friedensvertrag, in dem sie Frieden und Lebensmittel gegen Landbesitz eintauschten.
Im Juni 1663 kam es zum Zweiten Esopus-Krieg (1663–1664), die Esopus töteten 24 Siedler und nahmen weitere 45 Frauen und Kinder in Wiltwijk gefangen. Gouverneur Stuyvesant setzte niederländische Truppen und 46 Massapequa-Krieger von Long Island in Marsch. Die Esopus flüchteten erneut in die Berge und setzten ihre Überfälle auf die Kolonisten fort. Stuyvesant befahl, Esopus-Kinder als Geiseln zu nehmen, um einen Frieden zu erzwingen, doch die Esopus flohen noch tiefer in das Land der Minisink. Im nächsten Frühjahr erteilte Stuyvesant den Befehl, die Esopus auszurotten, und ersuchte die Mohawk um Hilfe. Gemeinsam mit den Seneca zerstörten sie den Hauptort der Minisink am oberen Delaware. Von allen Seiten angegriffen, unterschrieben die Esopus schließlich im Mai 1664 einen Friedensvertrag mit den Niederlanden.

#### Ende von Nieuw Nederland
Ohne Kriegserklärung segelte am 29. August 1664 ein britisches Expeditionskorps mit vier Schiffen unter dem Befehl Richard Nichols in den Hafen von Neu Amsterdam ein. Am 30. August forderten die Engländer Peter Stuyvesant zur Kapitulation auf. Stuyvesant wollte die Kolonie nicht kampflos übergeben, fand jedoch keinen Rückhalt in der Bevölkerung und unterzeichnete den Übergabevertrag. Der Kommandant der englischen Flotte wurde vom Stadtrat zum Gouverneur ernannt, und die Stadt erhielt zu Ehren des zukünftigen Königs, des Duke of York, den neuen Namen New York. Die ehemalige Kolonie Nieuw Nederland wurde geteilt, und es entstanden die englischen Kolonien New York und New Jersey. Außer einer kurzen Episode im Jahre 1673, in der die Niederländer New York zurückeroberten, war die koloniale Herrschaft der Niederländer in Nordamerika damit beendet.
Für die Munsee im Hudson-Tal änderte sich wenig, die Niederländer blieben, und die Engländer unterzeichneten bald einen Freundschaftsvertrag mit den Mohawk und Mahican. Für die Unami in New Jersey war der Wechsel jedoch ein Wendepunkt, denn die Engländer waren weit zahlreicher als die Niederländer, und die Eroberung New Yorks öffnete neue Siedlungsgebiete. Außerdem waren die Niederländer zumindest formell durch Gesetz verpflichtet, das indianische Land durch Kauf zu erwerben, während die Engländer das Recht des Eroberers beanspruchten. 1666 gründeten Puritaner aus Connecticut die Stadt Newark und besiedelten New Jersey.
Nachdem die Lenape von den Susquehannock nach Osten über den Delaware River getrieben worden waren, gingen die Unalachtigo nach und nach in den Unami auf. Als die Gebiete westlich des Delaware in den 1660er Jahren wieder freigegeben wurden, bestanden die Lenni Lenape nur noch aus zwei Abteilungen, den Unami und den Munsee.

### Lenape in Pennsylvania
Im Laufe des Krieges zogen die Esopus gemeinsam mit den Minisink an den oberen Delaware River, und es kam in dieser Zeit zum allmählichen Zusammenschluss mit den weiter westlich lebenden Gruppen. Tatsächlich war am Ende der niederländischen Periode die Verdrängung der Lenape schon stark fortgeschritten. Die Gruppen aus dem Land östlich des Hudson River zogen sich ins Inland zurück, und westlich des Stroms begannen sich die örtlichen Gruppen an abgelegenen Treffpunkten zu versammeln. Am Delaware waren die Beziehungen zu den Schweden und später zu den Engländern friedlicher als die am Hudson zu den Niederländern, aber infolge des fortgesetzten Landverkaufs waren ähnliche Zusammenschlüsse der ehemals dörflichen Gruppen zu beobachten.
Noch im 18. Jahrhundert setzte sich dieser Trend fort. Die Minisink zogen nordwestlich zu verschiedenen Orten am nördlichen Arm des Susquehanna Rivers, und viele Munsee-sprechende Lenape aus dem Hudsontal vereinigten sich mit ihnen. Im Laufe der Zeit änderte sich der Name für diese neue Gruppe von Minisink in Munsee.
Um Platz für die Engländer zu machen, zogen die Unami nach Westen an den oberen Schuylkill, Brandywine und Lehigh River. Um 1718 hatten die Irokesen die völlige Kontrolle über die Lenni Lenape gewonnen. Diese Entwicklung wurde von Pennsylvanias Gouverneuren unterstützt, die damit verhindern wollten, dass die Lenape unter französischen Einfluss kamen. Der Covenant Chain verpflichtete die Lenape, als Vasallen der Irokesen Krieger in den Krieg gegen Frankreich zu schicken. Im King William’s War (1689–1696) fanden zwei Drittel der Lenape-Krieger den Tod.
Die Beziehungen zwischen Lenni Lenape und Irokesen im 18. Jahrhundert waren vielschichtig. Nach Angaben der Lenape hatten die Irokesen in der Mitte des 17. Jahrhunderts militärische Dominanz über sie errungen, und von Häuptlingen der Südlichen Unami und Minisink war bekannt, dass sie regelmäßige Reisen zu den Onondaga unternehmen mussten, um Tribut in Form von Wampum-Schnüren abzuliefern. Trotz dieser Tributzahlungen blieb die Mehrzahl der Lenape unabhängig. Die Lage änderte sich jedoch nach 1740, als sie durch den Walking Purchase gezwungen wurden, auf irokesisches Gebiet umzusiedeln. Die Irokesen behaupteten jetzt, die Lenni Lenape seien Weiber, die kein Recht hätten, Land zu besitzen oder im Krieg zu kämpfen. Tatsächlich missachteten später irokesische Repräsentanten immer wieder die Vereinbarungen zwischen Lenni Lenape und Weißen.

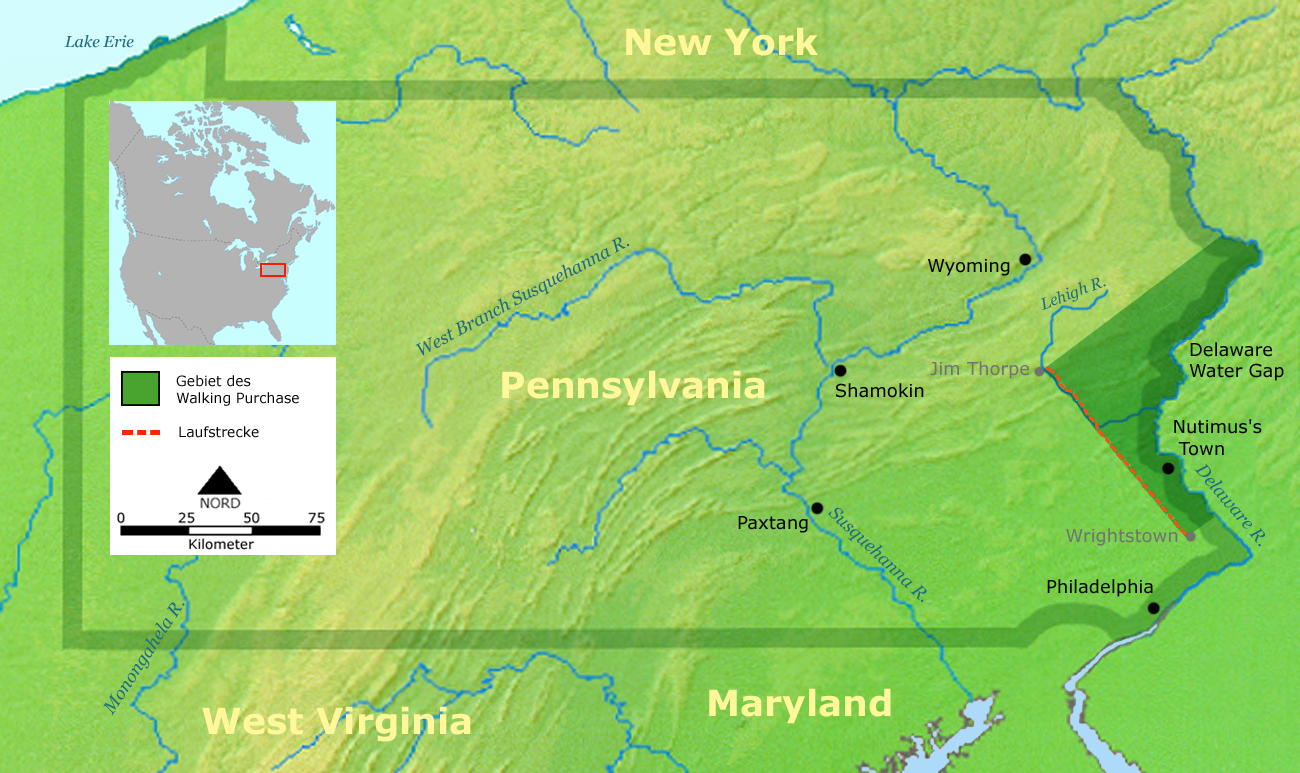
Gebiet, das die Lenape durch den Walking Purchase verloren

#### Sammelbecken Lenni Lenape
Viele Jahre lang nahmen die Lenape Flüchtlinge aus anderen Algonkinstämmen auf, so zum Beispiel von den Powhatan, die Virginia nach dem Krieg gegen die Engländer (1644–1646) verlassen mussten. Sie siedelten eine Zeit lang in Maryland, bevor sie weiter nördlich an der Ostseite der Chesapeake Bay zogen. Es kamen auch Neuengland-Algonkin, die nach dem King Philip’s War (1675–1676) geflohen waren, und schließlich die Shawnee, deren erste Gruppe 1692 am Pequa Creek bei Lancaster zu ihnen stieß. Die Irokesen, traditionelle Feinde der Shawnee, hatten Vorbehalte, bis die Mahican als Fürsprecher der Shawnee auftraten. Die Conoy kamen 1711, die Saponi und Tutelo 1722, die Nanticoke 1743 und mehrere Hundert Mahican zwischen 1724 und 1742. Um diese Zeit konnte man die Munsee nahezu als separate Gruppe, getrennt von den Lenape, ansehen. Unter der Kontrolle der Oneida und Cayuga konnten die meisten Munsee zunächst in ihren angestammten Wohngebieten bleiben, die jetzt den Irokesen gehörten. Diese Tatsache schützte das Land vor englischer Besiedlung, denn die frühen Kolonisten hatten kein Interesse daran, die machtvollen Irokesen herauszufordern. Kriege und Epidemien hatten allerdings die Zahl der Munsee und Wappinger um 1700 auf etwa 10 Prozent ihrer ehemaligen Population zusammenbrechen lassen. Da ein großer Teil des Gebiets unbewohnt war, erlaubten die Irokesen den Munsee 1677, Land an die kürzlich eingewanderten französischen Hugenotten zu verkaufen. Der englische Druck im unteren Hudsontal wurde immer größer, und die Munsee zogen deshalb westwärts ins Wyoming-Tal in Pennsylvania, wo 1740 Missionare der Herrnhuter Brüdergemeine ihre Missionsarbeit begannen.
Inzwischen verließ die südliche Unami-Gruppe das ihnen überlassene Land und zog zum Tulpehocken Valley am oberen Schuylkill River und zum oberen Brandywine River. Um 1709 fand man einen Teil von ihnen in Paxtang am Susquehanna River, wo sie sich mit den Shawnee vermischten und ihre Identität als Stamm verloren. Andere Shawnee siedelten 1694 im Minisink-Gebiet am oberen Delaware, und die Geschichte der Lenni Lenape und Shawnee ist seitdem eng miteinander verbunden.
In den 1720er Jahren zog der Rest der südlichen Unami den Susquehanna aufwärts nach Shamokin und begann am Allegheny River zu siedeln. Nach 1750 fand man die meisten dieser Süd-Unami im unteren Allegheny- und oberen Ohiotal, wo sie den Kern des nun als Delaware bezeichneten Stamms bildeten. Seitdem war diese Gruppe in drei Phratrien organisiert (Clan-Verbände), von denen jede einen eigenen Häuptling oder Captain hatte und in einem separaten Dorf wohnte. Die Gruppen oder Clans hießen Turtle, Turkey und Wolf (Schildkröte, Truthahn und Wolf). Einer der drei Häuptlinge fungierte als Sprecher für den gesamten Stamm. In den 1760er Jahren vereinigten sich zusätzlich Nord- und Süd-Unami vom oberen Susquehanna mit ihren westlichen Verwandten. Die meisten Munsee und Nord-Unami blieben bis zum Ende des Franzosen- und Indianerkriegs am Nordarm des Susquehanna Rivers, während andere zum Westarm und die meisten Munsee 1765 nach Goschgosching am mittleren Allegheny zogen. Die Nord-Unami, die sich nicht mit den Delawaren im Westen vereinigten, wurden einer der Satelliten-Stämme der Irokesen.
Einige Gruppen blieben zunächst im Osten zurück. Die Wappinger im Dutchess County verloren ebenfalls ihr Land, und die meisten gingen zu den Mahican nach Stockbridge in Massachusetts, wo sie ihre Identität als Lenape verloren. In New Jersey gab es noch Lenape-Siedlungen in Crosswicks, Coaxen und an anderen Orten. 1746 wurde die Missionsstadt Cranbury gegründet. 1758 wurden alle indianischen Besitzansprüche auf Land in New Jersey in den Konferenzen von Crosswicks und Easton abgetreten, und denjenigen Lenape, die in der Kolonie bleiben wollten, gab man eine Reservation namens Brotherton am Edgepillock Creek. Die Neuengland-Indianer, die zum Christentum übergetreten waren, zogen mit den Mahican zusammen von Stockbridge aus nach Westen. Alle diese Gruppen erreichten schließlich Wisconsin.

#### Indianerkriege im Ohiotal
Am Franzosen- und Indianerkrieg (1754–1763), insbesondere an der Schlacht am Monongahela am 9. Juli 1755, nahmen viele Krieger der Lenni Lenape auf der Seite der Franzosen teil. Die Angriffe der Shawnee und Lenape im Grenzland zu Pennsylvania, Maryland und Virginia fanden aber nicht zur Unterstützung der Franzosen statt, sondern sollten allein die Briten treffen. Um 1758 fanden mehr als 2.500 Kolonisten den Tod. Zu erklären ist dieser Hass auf die Engländer vermutlich durch schlechte Erfahrungen mit den Langmessern, wie die Grenzkämpfer (engl.:Frontiersmen) an der Siedlungsgrenze genannt wurden. Häuptling Shingas, jetzt Shingas der Schreckliche genannt, überfiel Siedlungen am Susquehanna River und forderte die unter der Irokesenherrschaft lebenden Lenape erfolgreich auf, sich ihm anzuschließen. In Fort Pitt wurde im Juli 1759 ein neuer Friedensvertrag zwischen den Lenape in Ohio und den Briten unterzeichnet. Im gleichen Monat fiel auch Fort Niagara an die Briten, und nach dem Fall von Québec im September war der Franzosen- und Indianerkrieg zugunsten der Engländer entschieden.
Als die siegreichen Briten die französischen Forts an den Großen Seen und im Ohiotal erobert hatten, erklärte der englische Befehlshaber Jeffrey Amherst die früheren indianischen Alliierten der Franzosen zu eroberten Völkern. Als erste Maßnahme gab es keine jährlichen Geschenke an die Häuptlinge mehr, man erhöhte die Preise für englische Waren und reduzierte die Lieferungen an Waffen, Munition und Rum. Es gab Unruhe unter den Stämmen, und französische Jäger und Händler ermutigten die Indianer mit vagen Versprechungen von französischer Hilfe. 1762 verkündete ein indianischer Prophet namens Neolin (der Erleuchtete) von den Lenni Lenape ein Bündnis aller Indianer gegen die Briten. Aus seinem Dorf am Ohio predigte er gegen Alkohol und europäische Handelsgüter und forderte die Rückkehr zur indianischen Kultur und zu traditionellen Werten. Schon bald hatte er viele Anhänger unter den Lenape, aber sein wichtigster Gefolgsmann war Pontiac, der Ottawa-Häuptling in Detroit. Pontiac war ohne Zweifel eine der bedeutendsten Persönlichkeiten der nordamerikanischen Ureinwohner. Er war weitblickend genug, um die tödliche Bedrohung für die Lebensweise und Kultur der Indianer durch die Expansion der britischen Kolonien nach Westen zu erkennen, und tatkräftig genug, um den Kampf gegen deren militärische Übermacht aufzunehmen. Mit der weitgehenden Einigung der notorisch zerstrittenen Stämme vollbrachte er eine erstaunliche Leistung, und im Kampf erwies er sich als exzellenter Führer, der auch den disziplinierten und gut bewaffneten britischen Truppen gewachsen war.
Pontiac gelang es, den nach ihm benannten Aufstand (1763–1766) heimlich zu organisieren und für die Briten völlig überraschend loszuschlagen. Die Revolte begann im Mai 1763, und den Aufständischen gelang es in kurzer Zeit, neun der zwölf britischen Forts westlich der Appalachen zu erobern. Nur Fort Detroit, das Pontiac selbst angriff, wurde gewarnt und konnte den Angriff abwehren. Nach und nach jedoch wurde Pontiac von seinen Alliierten verlassen, denen der Krieg zu lange dauerte. Im Sommer 1764 fand eine Konferenz statt, in der diese Stämme Frieden mit den Briten schlossen. Die endgültige Beendigung des Aufstands erreichte ein Feldzug von Colonel Henry Bouquet. Mit 1.500 Soldaten stieß er in das heutige Ohio vor und zwang die noch mit Pontiac alliierten Stämme nahe der heutigen Ortschaft Tuscarawas zur Aufgabe des Kampfes und zur Freigabe aller britischen Gefangenen, die teilweise noch seit dem Franzosen- und Indianerkrieg festgehalten wurden. Damit war der Aufstand beendet, obwohl Pontiac, der vergeblich versuchte, von den Stämmen im Westen und Süden Unterstützung zu erhalten, den Kampf erst am 25. Juli 1766 aufgab und sich William Johnson in Fort Oswego unterwarf. Im April 1769 wurde Pontiac in Cahokia in Illinois von einem Indianer des Kaskaskia-Stammes ermordet, der hierfür Geld von einem britischen Händler bekam. Begraben wurde Pontiac nahe St. Louis in Missouri.

### Kampf um Ohio

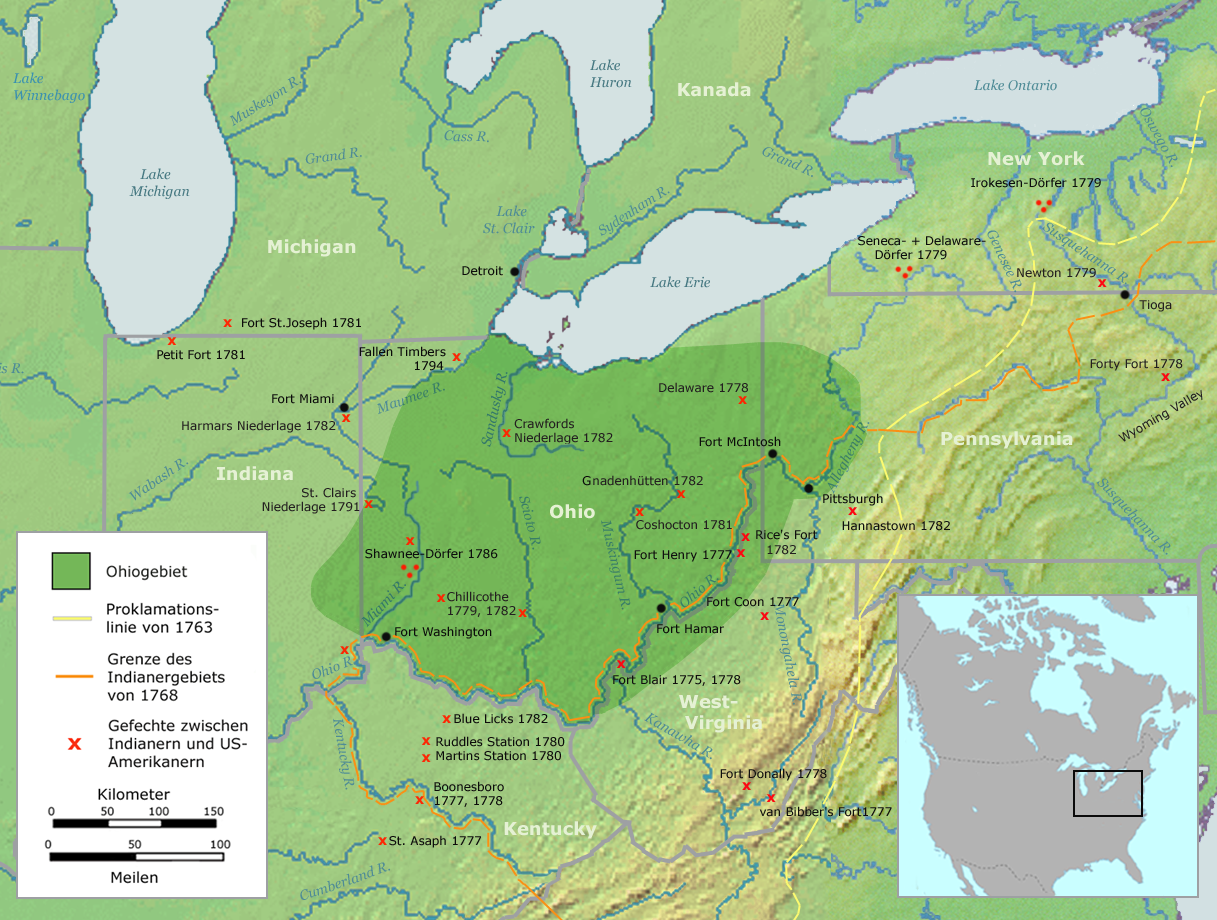
Das Ohiogebiet und Gefechte zwischen Indianern und US-Amerikanern zwischen 1775 und 1811

Um 1760 erreichten die Südlichen Unami das Gebiet des heutigen Bundesstaats Ohio. Hier festigten sie sich als Stamm und wurden eine wichtige politische und militärische Kraft, endlich befreit von der Vorherrschaft der Irokesen.
Im Jahr 1775 brach der Amerikanische Unabhängigkeitskrieg (1775–1783) aus. Nur die Stämme an den Großen Seen und die Seneca, Mingo und einige Shawnee waren anfangs auf britischer Seite. Die Lenape blieben zunächst neutral, und ihr Oberhäuptling White Eyes (Weiße Augen) hielt 1776 sogar eine Rede vor dem Kongress in Philadelphia.
Im Februar 1778 verließ General Edward Hand Fort Pitt und führte die Pennsylvania-Miliz zu einer Strafexpedition. Er fand keine feindlichen Krieger und griff stattdessen zwei friedliche Lenape-Dörfer an und tötete den Bruder von Captain Pipe, dem Häuptling des Wolf-Clans. Die anderen Häuptlinge waren White Eyes vom Schildkröten-Clan und Killbuck vom Truthahn-Clan, und alle drei unterzeichneten im September 1778 in Fort Pitt den ersten Vertrag zwischen den Vereinigten Staaten und den Indianern. In diesem Vertrag sicherten die USA den Lenape zu, kein Indianerland mehr zu besiedeln, sie vor den Engländern zu beschützen und auf Wunsch einen Repräsentanten in den Kongress zu schicken. Als Gegenleistung wurden die Lenape amerikanische Verbündete und erlaubten den Bau eines Forts auf ihrem Gebiet.
Viele Lenape trauten den Amerikanern nicht, und es bildete sich eine pro-britische Partei um Captain Pipe. Killbuck bemühte sich vergeblich um Neutralität. 1779 wurde eine Lenape-Delegation auf dem Weg zum Kongress in Philadelphia umgebracht. Bald verließen viele Lenape das Ohiogebiet und flüchteten in die vermeintlich sicheren Seneca-Dörfer in New York. Unglücklicherweise befanden sie sich damit genau auf der Marschroute von Colonel Daniel Brodheads Truppen, um General John Sullivan im Kampf gegen die Irokesen zu unterstützen. Ihre Dörfer wurden zerstört, und sie mussten sich ins südliche Ontario zurückziehen. Als der Krieg vorbei war, blieben sie in Kanada.
Im Frühling 1780 starteten die Briten eine Offensive, um das Ohiotal, St. Louis und New Orleans zu erobern, ein Feldzug, der den Krieg nach Westen ausweitete. Im April verließ Captain Henry Bird Detroit mit 150 Soldaten und 100 Kriegern, um die Amerikaner in Kentucky anzugreifen. Als er den Ohio erreichte, war seine Truppe auf fast 500 Mann angewachsen und verbreitete Furcht und Schrecken unter den Siedlern in Kentucky und im westlichen Pennsylvania. Die meisten Lenape hatten sich zur gleichen Zeit mit Captain Pipe gegen die Langmesser verbündet. Nur Häuptling Killbuck blieb den Amerikanern gegenüber loyal. Im Frühling 1781 führte Killbuck Colonel Brodheads Expedition von Fort Pitt nach Coshocton. Vor dem Angriff wollte ein Häuptling mit Brodhead über die kampflose Übergabe des Dorfes verhandeln, wurde aber von einem Soldaten mit dem Tomahawk erschlagen. Coshocton wurde niedergebrannt, Frauen und Kinder verschonte man, aber 15 Männer wurden hingerichtet.
Im Sommer 1781 verhielten sich nur noch die Lenape in den Herrnhuter Missionen neutral. Im Herbst ordneten die Briten ihre Internierung an, und eine Truppe von Wyandot-Kriegern geleitete sie nach Captives Town am oberen Sandusky River. Im Winter litten sie unter Hunger, und einige kehrten in ihr Missionsdorf Gnadenhütten zurück, um den noch auf den Feldern stehenden Mais zu ernten. Anfang März wurde Gnadenhütten von Lenape-Kriegern passiert, die von Überfällen aus Pennsylvania zurückkamen. Ihnen auf den Fersen waren 160 Mann Pennsylvania-Miliz unter dem Kommando von Colonel David Williamsson. Williamson hielt die Missionsindianer irrtümlich für die verfolgten Lenape-Krieger, stellte sie unter Arrest und beschloss ihre Hinrichtung für den nächsten Tag. Am Morgen brachten die Soldaten die Gefangenen zu zweit in eine Hütte, ließen sie niederknien und zerschlugen ihre Schädel mit einem Böttcherschlegel. Williamsons Männer töteten 28 Männer, 29 Frauen und 39 Kinder. Die Toten wurden in den Hütten zu Haufen aufgeschichtet und alle Gebäude niedergebrannt. Dieses Ereignis ging als Gnadenhütten-Massaker in die Geschichte ein.
Die Kunde vom Gnadenhütten-Massaker verbreitete sich in Windeseile bei den Lenape. Im Mai 1782 führte Colonel William Crawford eine 500 Mann starke Freiwilligentruppe zum Sandusky River, um die dortigen Indianer-Dörfer zu zerstören. Die Indianer legten einen Hinterhalt am Sandusky und schlossen die Amerikaner ein, die einen Tag lang kämpften und dann die Flucht ergriffen. Dabei wurden Crawford und einige seiner Männer gefangen genommen. Aus Rache für Gnadenhütten wurden sie fast alle getötet, und Colonel Crawfords Hinrichtung war besonders grausam. Die Lenape banden ihn an den Marterpfahl und quälten ihn über zwei Stunden lang, bevor sie ihn lebendig verbrannten. Nach diesem Vorfall warnte General George Washington seine Soldaten, nicht lebend gegnerischen Indianern in die Hände zu fallen. Obwohl der Krieg kurz danach zu Ende war, wurde in der Presse der USA über Crawfords Hinrichtung am Marterpfahl ausführlich berichtet, wodurch die ohnehin schon schlechten Beziehungen zwischen Amerikanern und Indianern noch mehr belastet wurden.

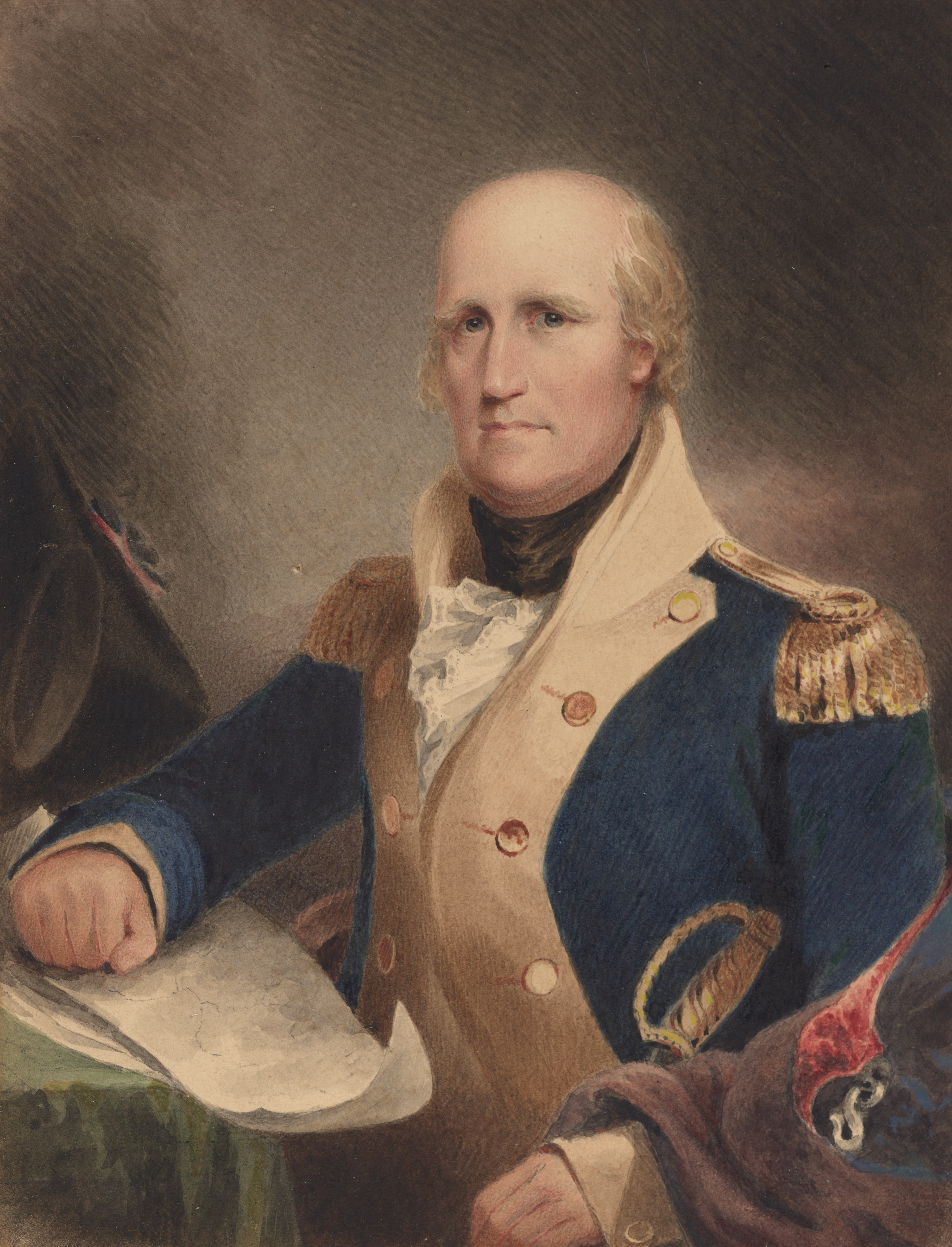
George Rogers Clark auf einem Gemälde von Matthew Harris Jouett, 1825

Im Verlauf des Jahres 1782 kam es zwischen der Kentucky-Miliz und den Shawnee zu einem weiteren Gefecht an den Blue Licks, in dem die Amerikaner eine bittere Niederlage einstecken mussten. Zu diesem Zeitpunkt am 19. August 1782 war der Krieg im Osten schon seit 10 Monaten zu Ende. Im November griff George Rogers Clark die Dörfer der Shawnee am Scioto River an. Der Vertrag von Paris 1783 beendete den Amerikanischen Unabhängigkeitskrieg, der Krieg zwischen den Stämmen am Ohio und den Langmessern jedoch dauerte mit kurzen Unterbrechungen bis 1795.
Inzwischen begann sich die indianische Allianz langsam aufzulösen. Die Kickapoo, Illinois, Piankashaw und Potawatomi schlossen 1792 mit den Amerikanern einen separaten Friedensvertrag ab, und die Meskwaki und Sauk verließen die Allianz, weil ihre Krieger nichts mehr zu essen hatten.
Im August 1795 unterzeichneten die Häuptlinge der Allianz in Fort Greenville einen Friedensvertrag, in dem sie fast das gesamte Ohio-Gebiet bis auf den nordwestlichen Teil an die Amerikaner abtraten. Eine neue verbindliche Grenzlinie für die weiße Besiedlung wurde vereinbart. Die Indianer erhielten dafür Waren im Wert von 20.000 Dollar. Neben den Führern mehrerer Lenni-Lenape-Stämme unterzeichneten auch Wyandot, Shawnee, mehrere Stämme der Ottawa, dazu Chippewa, Wea, Kickapoo, Kaskaskia sowie mehrere Stämme der Potawatomi und Miami den Vertrag von Fort Greenville.

### Lenape in Indiana
Die Lenape hatten nun kein eigenes Land mehr, und mit Ausnahme von Captain Pipes kleiner Gruppe am oberen Sandusky River wurden sie mit Erlaubnis der Miami 1796 zum White River in die Nähe der heutigen Stadt Muncie (von Munsee) im zentralen Indiana umgesiedelt, wo sie mehrere Dörfer bewohnten. In Indiana fühlten sich die Lenape nicht wohl, sondern wie unrechtmäßige Bewohner eines fremden Landes. Es gab soziale Zerfallserscheinungen, sie verweigerten die Farmarbeit und bekamen Alkoholprobleme. 1801 versuchte Häuptling Blue Jacket in Brownstown erfolglos die Allianz wiederzubeleben. Auch die Herrnhuter Missionare hatten kein Glück, denn die neu gegründete Mission wurde schon 1806 wieder geschlossen.
Der Oberhäuptling der Lenape war Tetepachksit vom Schildkröten-Clan. Als Friedenshäuptling war er für Verhandlungen mit den Amerikanern zuständig und mehr als einmal in Gefahr, von den eigenen Leuten getötet zu werden. 1803 verkauften die Lenape einen Teil des Landes im südlichen Indiana, doch daraus entstand ein Konflikt mit den Miami, die sich noch immer als rechtmäßige Besitzer des gesamten Landes betrachteten. So musste 1796 ein zweiter Vertrag abgeschlossen werden, der den ersten zugunsten der Miami ersetzte. Die weißen Siedler drängten unter Missachtung der vertraglich festgelegten Grenzen weiter nach Westen, und die amerikanische Regierung in Philadelphia unternahm nichts dagegen.

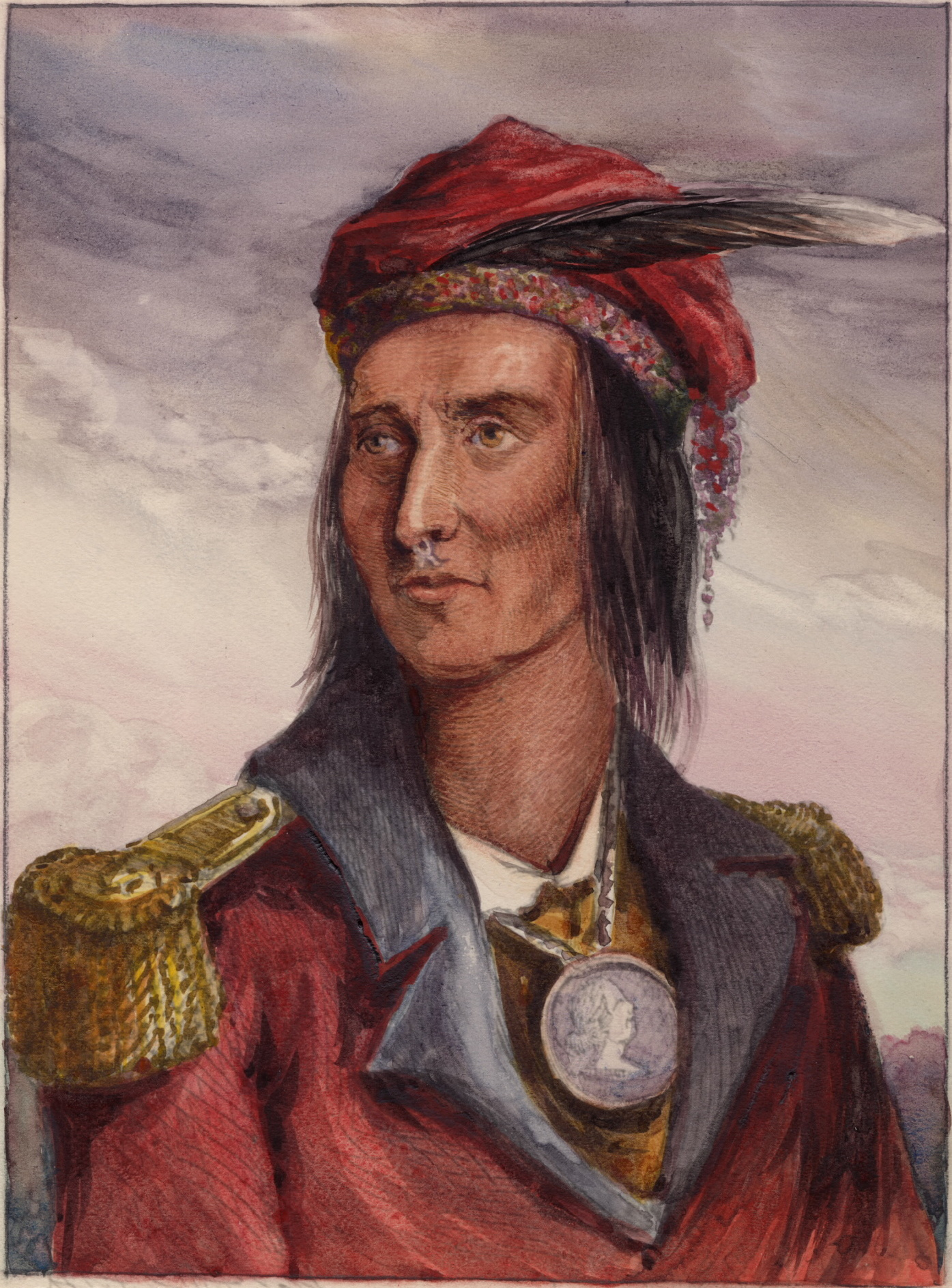
Tecumseh in einer britischen Uniform

1805 hatte ein Shawnee-Schamane eine Vision und änderte danach seinen Namen in Tenskwatawa (Offene Tür). Seine Prophezeiung ähnelte derjenigen von Neolin 30 Jahre zuvor. Tenskwatawas Bruder war Tecumseh, ein begnadeter Redner und angesehener Häuptling der Shawnee. Tecumsehs Vision war die Vereinigung aller Indianerstämme gegen eine weitere Expansion der amerikanischen Siedler. Im Jahr 1808 erhielt Tecumseh von den Briten die Zusage, dass sie ihn voll unterstützen würden.
Die Lenape und Wyandot lehnten eine Beteiligung am Bündnis ab. Ohne diese beiden Stämme war Tecumseh gezwungen, eine Allianz mit den Gruppen an den westlichen Großen Seen zu bilden, die insgesamt etwa 3.000 Krieger aufbringen konnten. Er wandte sich nach Süden, um die Choctaw, Creek und Cherokee für sich zu gewinnen, aber während seiner Abwesenheit im November 1811 griffen die Amerikaner die Indianer bei Prophetstown in der Schlacht bei Tippecanoe an und brannten das Dorf nieder. Beim Ausbruch des Britisch-Amerikanischen Krieges am 18. Juni 1812 blieben die meisten Lenape, Shawnee und Wyandot neutral oder unterstützten die Amerikaner. Nach Häuptling Little Turtles Tod trafen sich die Miami mit Tecumseh und schickten eine Kriegsaufforderung zu den Lenape, die jedoch nicht befolgt wurde. Zur gleichen Zeit wurden die Lenape aus Indiana nach Piqua in Ohio zu ihrer eigenen Sicherheit verlegt. In der Schlacht am Thames River am 5. Oktober 1813 wurde Tecumseh getötet, und seine Indianerarmee löste sich anschließend auf. Nur etwa 300 Krieger folgten den Briten in die von ihnen besetzte Region am Ontariosee und ihre fast 2.000 Frauen und Kinder mussten sich dort mit Betteln am Leben erhalten.
1814 kehrten die Lenape von Piqua zurück nach Indiana, wo eine Gruppe Stockbridge-Indianer aus dem Bundesstaat New York zu ihnen stieß. Im Juli unterzeichneten sie einen zweiten Vertrag von Greenville, als die Kämpfe zwischen den Amerikanern und Tecumsehs Verbündeten beendet waren. Bündnisse mit den Indianern waren nicht mehr notwendig, da die Grenzstreitigkeiten nun auf friedliche Weise beigelegt wurden und die Stämme durch den Krieg, nicht zuletzt durch den Tod Tecumsehs, erheblich geschwächt waren und der amerikanischen Expansion nach Westen nur noch hinhaltenden Widerstand entgegensetzen konnten.
Einige Lenni Lenape hatten schon 1789 auf Einladung des spanischen Gouverneurs Land in der Nähe von Cape Girardeau in Missouri angenommen. Ein paar Munsee waren den Allegheny River hinaufgezogen und siedelten 1791 bei den Seneca, wo sie ihre Stammes-Identität im gesamten 19. Jahrhundert bewahrten.
Der Großteil der Lenni Lenape blieb ein Vierteljahrhundert lang am White River in Indiana und lebte dort in mehreren Dörfern über ein Gebiet von 40 Meilen (ca. 65 km) im Durchmesser verstreut, musste jedoch im Jahr 1818 wieder umziehen, weil ihr Land von der Regierung in Anspruch genommen wurde. Danach siedelten sie am James Fork des White Rivers im südlichen Missouri, wohin die Lenape zur selben Zeit von Cape Girardeau offiziell umgesiedelt wurden. Die Neuankömmlinge gingen auf Büffeljagd, was jedoch Streit mit den hier lebenden Osage und Pawnee verursachte. Die Lage spitzte sich so zu, dass ein Teil der Lenni Lenape um 1817 zum Red River im Südwesten von Arkansas weiterzog. Eine Dekade später waren einige Lenape sogar im östlichen Texas unter den Anhängern von Dutch, einem Cherokee-Häuptling, zu finden und wurden später am Sabine und Neches River gesehen.

### In Kansas und Oklahoma
Die restlichen Lenni Lenape waren mit den Anfeindungen und den geringen natürlichen Ressourcen in Missouri unzufrieden und unterzeichneten 1829 einen neuen Vertrag, der ihnen Land im nordöstlichen Kansas bewilligte und einen garantierte Zugang in die Büffel-Jagdgründe, den man Delaware Outlet nannte. Ende 1831 war die Hauptgruppe der Lenni Lenape in eine neue Reservation umgezogen, die am Nordufer des Kansas River östlich von Lawrence und südlich von Leavenworth lag. Zu ihnen stieß eine kleine Zahl von Stammesangehörigen, die am Sandusky River in Ohio zurückgeblieben waren. Eine weitere kleine Gruppe unter der Führung von Black Beaver trennte sich von ihnen und siedelte im heutigen südlichen zentralen Oklahoma. Dort trafen sie auf andere Lenni Lenape, die 1839 und 1853 Texas verlassen mussten. Einige kanadische Munsee-Sprecher aus Moraviantown und Munceytown zogen 1837 nach Kansas, ein Teil von ihnen blieb aber abseits von den anderen Lenni Lenape und ließ sich schließlich mit einigen Chippewa im Franklin County nieder.
Die im nordöstlichen Kansas lebenden Lenape trugen ihren Teil zur Eroberung des Westens bei. Lenape-Scouts dienten 1835 in Colonel Henry Dodges Feldzug gegen die Comanche. 1837 nahmen 87 Lenape als Scouts am Feldzug der US-Armee gegen die Seminolen teil. Lenape dienten auch als Scouts und Büffeljäger der Planwagen-Trecks, die in den 1840er und 1850er Jahren durch die Prärien nach Westen zogen. Sie nahmen an allen drei Expeditionen John Charles Fremonts 1842, 1843 und 1845 und am Mexikanischen Krieg (1845–1848) teil. Auch bei Stephen Watts Kearnys Eroberung New Mexicos waren sie dabei und dienten in Alexander Doniphans Freiwilligen-Truppe aus Missouri.
1854 öffnete der Kongress Kansas und Nebraska zur Besiedlung mit dem Kansas-Nebraska-Gesetz (engl.: Kansas-Nebraska Act). In diesem Gesetz wurde festgelegt, dass Kansas und Nebraska die Sklavenfrage für sich selbst entscheiden sollten. Das Ergebnis war ein Ansturm nach Kansas, da Südstaatler und Nordstaatler um die Kontrolle des Gebietes wetteiferten. Schießereien brachen aus und Bleeding Kansas (dt.: Blutendes Kansas) wurde zu einem Vorboten des Bürgerkriegs. Die Lenape, Wyandot und Shawnee standen auf der Seite der Abolitionisten und boten sich an, die Stadt Lawrence in Kansas gegen mögliche Angriffe aus Missouri zu verteidigen. 1860 unterzeichneten die Lenape den Vertrag von Sarcoxieville und stimmten dem Verkauf ihres verbliebenen Landes zu. An jedes Stammesmitglied wurden 80 Acre Land verteilt, der Oberhäuptling bekam jedoch 640 und die anderen Häuptlinge 320. Das restliche Land wurde an die Leavenworth, Pawnee and Western Railroad verkauft.
Die Lenape hatten zwar keine Bürgerrechte, ergriffen aber dennoch beim Ausbruch des Bürgerkriegs die Partei der Unionsstaaten. 170 der 200 körperlich geeigneten jungen Lenape dienten in der 6. und 15. Freiwilligen Kavallerie von Kansas in der Unions-Armee. 1862 griffen Lenape und Shawnee aus Kansas die Wichita Agentur im südlichen Oklahoma an, die von Konföderierten besetzt worden war. Die Agentur wurde zerstört, und die dort lebenden Tonkawa wurden nach Texas zurückgeschickt. Doch nur sehr wenige schafften es, denn viele von ihnen wurden im Osten der Wichita Mountains von den Comanche, ihren Feinden, getötet. Im Laufe des Krieges kämpften Lenape-Soldaten in mehreren Gefechten gegen Einheiten der Cherokee, Choctaw und Chickasaw auf der Seite der Konföderierten.
Die Mehrheit der Lenni Lenape tauschte 1867 ihren Landbesitz in Kansas gegen ein Gebiet, das ihnen innerhalb der Cherokee-Nation im nordöstlichen Oklahoma zugewiesen wurde. Die christianisierten Lenape ließen sich in den heutigen Countys Nowata, Rogers und Craig nieder, während sich die konservativen Stammesangehörigen zunächst sträubten und für einige Jahre östlich von Neosho blieben. Diese so genannten Neosho-Lenape übernahmen ihre Landzuweisung im Jahr 1873 und bildeten den Kern von Traditionalisten, die besonders ihr religiöses Brauchtum bis ins 20. Jahrhundert überlieferten. Die Lenni Lenape aus dem Indianerterritorium verbrachten den Bürgerkrieg in Kansas, und die meisten gingen danach zurück an den Washita River. Schließlich wurde die Reservation, die sie mit den Wichita und Caddo teilten, 1901 für die weiße Besiedlung geöffnet. Die Anzahl der Kontakte zwischen den westlichen Delawaren und der Hauptgruppe liefert den Beweis, dass der Stamm noch immer eine Einheit war.

## Bekannte Lenape-Führer
| Zeitraum  | Name                     | Ereignis, Amt                                                                 |
| --------- | ------------------------ | ----------------------------------------------------------------------------- |
| 1628–1698 | Tamanend                 | unterzeichnete den Vertrag mit William Penn                                   |
| um 1760   | Neolin                   | Lenape-Prophet                                                                |
| 1700–1763 | Teedyuscung              | "König" der östlichen Lenape                                                  |
| 1740–1763 | Shingas                  | Kriegshäuptling aus dem Truthahn-Clan                                         |
| um 1737   | Lappawinsoe              | Friedenshäuptling der Lenape, unterzeichnete den Vertrag zum Walking Purchase |
| 1730–1778 | White Eyes               | Friedenshäuptling aus dem Schildkröten-Clan                                   |
| 1737–1811 | Gelelemend oder Killbuck | Friedenshäuptling aus dem Schildkröten-Clan                                   |
| 1720–1805 | Buckongahelas            | Kriegshäuptling aus dem Wolf-Clan                                             |
| 1740–1818 | Captain Pipe             | Kriegshäuptling aus dem Wolf-Clan                                             |

## Kultureller Wandel und heutige Situation
Während ihrer Wanderung nach Westen entwickelten die Lenni Lenape einen Lebensstil, den man als Kulturwandel von ihrer traditionellen Kultur zu derjenigen der Weißen ansehen kann. Es gab beträchtliche Unterschiede zwischen den verschiedenen Gruppen, dennoch ist ein allgemeiner Trend zu wachsender Anpassung an weiße kulturelle Bräuche zu erkennen, ein Prozess, der im Laufe des 20. Jahrhunderts nahezu vollendet wurde.
Die Aktivitäten der Lenni Lenape zur Bestreitung ihres Lebensunterhalts wechselten beim Zug nach Westen beträchtlich. Fern der Küste hatte der Fischfang keine Bedeutung mehr. Mais blieb jedoch das Hauptnahrungsmittel. Westlich des Mississippi sorgte die Büffeljagd und das Fallenstellen nach Pelztieren in den Rocky Mountains für den benötigten Fleischbedarf. Durch die auf diese Weise erworbene Kenntnisse des Westens wurden viele Lenape-Männer Scouts und Dolmetscher bei der US-Armee. Tatsächlich konnte man Delaware in weiten Bereichen der Siedlungs-Grenze antreffen.
Im neunzehnten Jahrhundert wurde die Materialkultur der Lenni Lenape der Kultur der Weißen an der Siedlungsgrenze immer ähnlicher, dazu gehörten viele Kochutensilien und Werkzeuge aus Eisen, Pferdewagen und -geschirr, Betten, Stühle und andere Möbel. Durch Handel mit anderen Indianern kamen die Delawaren zu Kleidung aus Büffelleder, zu Steinpfeifen von den Cherokees und zu roten Pfeifen (Catlinite) vom oberen Mississippi.
Außer der Modernisierung der Waffen änderte sich in der Kriegsführung wenig. Zu Beginn des neunzehnten Jahrhunderts bestand die Standardausrüstung eines Kriegers aus einer Decke, extra Mokassins, einem Riemen, um Gefangene zu fesseln, einem Gewehr, Pulverhorn und Kugelbeutel. Die Führung eines Krieges war stark ritualisiert, und Delaware-Scouts in der U.S. Armee standen sogar in dem Ruf, mit einer besonderen Kriegermedizin für sicheren Erfolg ausgestattet zu sein. In den Kämpfen mit den westlichen Stämmen wurde der Coup-Stab übernommen.
Um 1970 hatten sich die Delawaren kulturell fast vollständig an den Lebensstil ihrer weißen Nachbarn angepasst. Traditionelle Gebräuche verschwanden, und die Lenape wurden in die lokale und nationale Volkswirtschaft integriert. In Oklahoma lebten sie verstreut unter der sonstigen Bevölkerung, mit Konzentration im Washington und Caddo County. Nur wenige bewahrten die alten Bräuche und Praktiken wie z. B. traditionelle Begräbnis-Zeremonien, und einige Familien waren Anhänger des Peyote-Kults. Seit Mitte der sechziger Jahre wird jährlich am ersten Wochenende im Juni einige Meilen nordöstlich von Copan im Washington County ein Powwow abgehalten. Die Lenape im Caddo County nehmen generell an Caddo- und Wichita-Powwows teil. Ein Ereignis, das besonderen Einfluss auf stärkere Lenape-Identifizierung hatte, war die Verleihung des Indian Claims Commissions Award, dotiert mit mehr als 12 Millionen Dollar, an die Nachkommen der Lenape in den Jahren 1963, 1969 und 1971. Viele Rechtsstreitigkeiten folgten, aber das Oberste Bundesgericht entschied am 23. Januar 1977, dass dieses Kapital, das inzwischen durch Zinsen auf rund 15 Millionen Dollar angewachsen war, an die Lenni Lenape in Oklahoma auszuzahlen sei.
Im Jahr 1979 widerrief das Bureau of Indian Affairs den Stammesstatus der bei den Cherokee lebenden Delaware in Oklahoma und betrachtete sie als Angehörige der Cherokee. Diese Entscheidung wurde jedoch 1996 zurückgenommen. Die Cherokee Nation klagte daraufhin vor Gericht, den Delaware den Stammesstatus erneut abzuerkennen. Mehr als ein Dutzend Stämme berufen sich auf eine Abstammung von den Delaware. Organisationen in Colorado, Idaho und Kansas beantragten bei der US-Regierung ihre Anerkennung.
In Kanada lebten am Ende des zwanzigsten Jahrhunderts die meisten Lenni Lenape in drei Reservaten – in Moraviantown und Muncey am Thames River und in der Sechs-Nationen-Reservation am Grand River. Hier haben so gut wie keine traditionellen Bräuche überlebt, mit Ausnahme von Moraviantown, wo in einigen Familien noch die alte Sprache gesprochen wird.

## Heutige First Nations und Tribes (Stämme) der Lenni Lenape
Heute gibt es drei offiziell als First Nations anerkannte Lenni Lenape-Gruppen in Kanada sowie drei auf Bundesebene staatlich anerkannte Stämme (federally recognized tribes) in den Vereinigten Staaten:
Kanada – Ontario
Southern First Nations Secretariat
- Munsee-Delaware First Nation (auch Muncie-Delaware First Nation, 1840 erlaubte die heutige Chippewas of the Thames First Nation, den hierher geflüchteten Christlichen Munsee, auch Mährische Indianer genannt, einen Teil ihres Reservats zu nutzen, woraus ihr heutiges rund 10,54 km² umfassendes Reservat Munsee-Delaware Nation #1 entstand. Es liegt etwa 24 km westlich von St. Thomas am Westufer des Thames River. Sie wurden 1967 als eigenständige First Nation anerkannt, ihr Verwaltungssitz ist Munceytown, Population: 591 Stammesmitglieder)[31]

- Delaware Nation, Moravian of the Thames Band (auch Moravian of the Thames First Nation oder Moravian of the Thames Band/Delaware Nation, Ihr Reservat Moravian #47 umfasst rund 12,8 km² entlang des Südufers des Thames River und liegt etwa 56 km südwestlich von Sarnia. Der Verwaltungssitz ist Thamesville in Chatham-Kent. Sie waren ebenfalls ursprünglich flüchtende Christliche Munsee, nennen sich heute selbst in Munsee Lunaapeew, das gleichbedeutend mit dem Unami-Delaware-Wort Lenape ist.[32] Sie identifizieren sich selbst als Delaware, betrachten nur die benachbarten Munsee-Delaware von Munceytown als Munsee (oder Munsiiw). Sie bezeichnen diese wegen ihrer traditionellen, konservativen Haltung oft als troublemakers (dt. ‚Unruhestifter‘), Population: 1.228 Stammesmitglieder)[33]

- Delaware of Six Nations of the Grand River (sind Unami-Lenape, die nach Kanada zu den Irokesen flüchteten, teilen sich ihre Reservate Glebe Farm #40B am Nordufer des Grand River südöstlich von Brantford und Six Nations #40 ca. 8 km südöstlich von Brantford, die ca. 183,20 km² umfassen, mit den verschiedenen Irokesen-First Nations,[34] Verwaltungssitz ist Ohsweken, Ontario, Population: 662)[35]

Vereinigte Staaten – Wisconsin
- Stockbridge-Munsee Community Band of Mohican Indians (auch Stockbridge-Munsee Band of Mohican Indians, bestehend aus Stockbridge[36] (mehrheitlich Mahican), zugewanderten Christlichen Munsee sowie Unami-sprachigen Brotherton Delaware aus New Jersey (früher auch Cranbury-Crosswicks bands genannt),[37] die nach 1819 vom Staat New York nach Wisconsin umgesiedelt wurden. Sie identifizieren sich heute jedoch mehrheitlich als Mahican oder Muh-he-con-neok (dt. ‘Leute am Wasser, das immer fließt’), da sie ursprünglich entlang des Hudson Rivers (Mahicannituck – ‘Wasser, das immer fließt’) siedelten. Die Stockbridge-Munsee Indian Reservation im Shawano County umfasst ca. 90 km² sowie die Städte Bartelme und Red Springs, Verwaltungssitz ist Bowler in Wisconsin. Sie betreiben erfolgreich das North Star Mohican Casino Resort.,[38] Population: ca. 1.500 Stammesmitglieder)[39]

Vereinigte Staaten – Oklahoma
- Delaware Tribe of Indians (auch The (Eastern Oklahoma) Delaware Tribe of Indians, früher auch Cherokee Delaware, sind Südliche Unami und identifizieren sich daher als Lenape oder Delaware, bezeichnen die kanadischen Lenape als Munsee, manche Nanticoke, die sich ihnen im Zug nach Westen anschlossen, haben inzwischen ihre eigene Stammesidentität verloren, der Stamm lebt im Osten Oklahomas und wurde bis vor kurzem als Teil der Cherokee Nation betrachtet, wurde 1996 nach einem langen Rechtsstreit mit der Cherokee Nation sowie dem Bureau of Indian Affairs wieder offiziell auf Bundesebene (federal recognition) als Stamm anerkannt, jedoch verweigerte der United States Court of Appeals 2004 ihnen wiederum ihre Souveränität, so dass sie ab März 2005 wieder der Gerichtsbarkeit der Cherokee Nation unterstanden, jedoch wurden sie am 28. Juli 2009 wieder offiziell als Stamm anerkannt, Verwaltungssitz ist Bartlesville, Oklahoma, Population: ca. 10.500 Stammesmitglieder)[40]
- Delaware Nation (auch (Absentee) Delaware Nation of Western Oklahoma, Delaware Tribe of Western Oklahoma, Absentee oder Western Delaware, ursprünglich ebenfalls Südliche Unami, sind Nachfahren von Unami-Delaware, die einst nach Missouri und Texas siedelten und sich endgültig in Oklahoma niederließen, Verwaltungssitz ist Anadarko, Oklahoma, Population: ca. 1.000 Stammesmitglieder)[41]

Zudem gibt es in den USA mehrere State recognized Tribes (Stämme), d. h. sie sind vom jeweiligen Bundesstaat, in dem sie leben als Tribe (Stamm) anerkannt, jedoch ohne auf Bundesebene als Stamm anerkannt zu sein.
Vereinigte Staaten – Delaware
- Nanticoke Indian Association (auch Nanticoke Indian Tribe of Delaware, ihre Stammesbezeichnung leitet sich von Nantaquak oder Nentego her (‘Tidewater People’ oder ‘People of the Tidewaters’, dt. ‘Volk der Gezeiten, von Ebbe und Flut’), waren Verbündete der Powhatan sowie der Choptank, seit 1922 vom Staat Delaware als Stamm anerkannt (state recognized), Verwaltungssitz ist Millsboro im Sussex County, Delaware, Population: ca. 1.550 Stammesmitglieder)[42] – Mitglied der Confederation of Sovereign Nentego — Lenape Tribes
- Lenape Indian Tribe of Delaware (Nachfahren von Unami Lenape und Nanticoke-Familien der Delmarva-Halbinsel (engl.: Delmarva Peninsula) und des südlichen New Jerseys, Stammesmitgliedschaft ist auf Nachfahren der Lenape im Kent County, Delaware und südlichem New Jersey sowie auf Nanticoke von der Delmarva-Halbinsel begrenzt, Verwaltungssitz ist Cheswold im Kent County, Delaware)[43] – Mitglied der Confederation of Sovereign Nentego — Lenape Tribes

Vereinigte Staaten – New Jersey
- Nanticoke Lenni-Lenape Indian Tribe (auch Nanticoke Lenape Indians, Nanticoke Lenni-Lenape People oder Nanticoke Lenni-Lenape Tribal Nation of New Jersey, Nachfahren von Unami Lenape sowie von Nanticoke, die sich den Unami Lenape am Südufer der Delaware Bay im südlichen New Jersey anschlossen, wurden als Cohansies (Lenape-Gruppe entlang des Cohansey River), Bridgeton Indians, Indians of Cohansey Bridge, Alloways (Lenape-Gruppe, benannt nach Häuptling Alloway), Little Siconese, Narraticons (‘Naraticonck’), Sewapois sowie mit anderen Namen bezeichnet wurden, sind heute der größte Stamm in New Jersey, besitzen Stammesland bekannt als Cohanzick[44] in Fairfield Township, New Jersey, hier ist auch ihr Gemeinschaftszentrum sowie Zeremonialplatz, Verwaltungssitz ist Bridgeton im Cumberland County, New Jersey, Population: rund 1600 Stammesmitglieder)[45] – Mitglied der Confederation of Sovereign Nentego — Lenape Tribes
- Ramapough Lenape Nation[46] (auch Ramapough Mountain Indians, bekannt auch als Ramapough Lunaape Munsee Delaware Nation, nennen sich selbst Ramapough Lunaape Nation, wurden von New Jersey 1980 als state recognized tribe anerkannt, jedoch wurde ihnen die Anerkennung als Stamm auf Bundesebene wiederholt verweigert,[47] leben heute in den Ramapo Mountains in Bergen County und Passaic County im Norden von New Jersey und Rockland County im Süden von New York, ca. 40 km von New York City, ihre Stammesverwaltung ist in Mahwah, New Jersey.

Die Ramapough Lenape betrachten sich als Nachfahren von Munsee-sprachigen Lenape-Gruppen – den Hackensack, Tappan, Haverstraw (auch Rumachenanck), Minisink (auch Munsee) und Ramapo. Zudem schlossen sich ihnen Leute mit Tuscarora, afrikanischen, holländischen und europäischen Vorfahren an.
Zusammen mit der Nanticoke Lenni-Lenape Tribal Nation und der Powhatan Renape Nation schlossen sie sich im Mai 2011 zum United State-Recognized Tribes of New Jersey zusammen. Heute zählen sie ca. 5.000 Stammesmitglieder.)

## Weitere Gruppen der Lenni Lenape
Viele Gruppen behaupten Nachfahren der Lenni Lenape zu sein und als solche ihre Stammesidentität bewahrt zu haben, sind jedoch weder auf Bundesebene noch auf Bundesstaatsebene anerkannt und werden von den anerkannten Stämmen als sog. Fake Tribes angesehen. Oft handelt es sich auch um sog. Heritage groups (Brauchtumsgruppen), die die wichtigsten zeremoniellen und kulturellen Werte der Lenni Lenape zu erhalten suchen sowie Stammbäume und Sprache. Die meisten konzentrieren sich heute auf Powwows und andere Festivals, um soziale Kontakte sowie Informationen mit den Mitgliedern zu teilen. Einige Heritage groups unterstützen den Schutz von ehemaligen Stammesgebieten, Gebäuden, Anlagen, Dokumenten, Reliquien sowie spirituell relevanten Informationen. Oft schließen sich Leute sog. Heritage groups an, die nicht Mitglieder der anerkannten Stämme werden können, um trotzdem die Kultur zu unterstützen oder sich nach außen als Lenni Lenape zu identifizieren. Da jedoch manche Heritage groups auch versuchen als Stämme auf Bundesstaatsebene (state recognized) oder gar auf Bundesebene (federally recognized) anerkannt zu werden, sind die bereits anerkannten Lenni Lenape-Stämme oft kritisch gegenüber diesen eingestellt.
Vereinigte Staaten – Colorado
- Delaware Tribe of Colorado
- Munsee Thames River Delaware (auch Munsee-Thames River Delaware Indian Nation, Pueblo, Colorado, Anerkennung als Stamm wurde vom BIA abgelehnt, Letter of Intent to Petition 07/22/1977; declined to Acknowledge 01/03/1983 47 FR 50109)

Vereinigte Staaten – Idaho
- The Delawares of Idaho, Inc (state recognition wurde 1982 abgelehnt, sind auch nicht bundesstaatlich anerkannt, behaupten ursprünglich zum Turkey Clan der Unalachtigo zu gehören, als sie nach Wyoming umsiedeln mussten und hier meist von der Antilopenjagd lebten, änderten sie ihre Clan-Zugehörigkeit und nennen sich jetzt Antelope Eaters, heute leben die Mitglieder im Treasure Valley in Idaho, Verwaltungssitz ist Boise, Idaho, Population: ca. 300 Stammes(?)mitglieder)[49]

Vereinigte Staaten – Delaware
- Lenape Tribe of Delaware

Vereinigte Staaten – Kansas
- The Munsee of Kansas (auch Delaware and Ojibwe Tribe, Swan Creek and Black River Band Chippewa, ursprünglich Christliche Munsee, die den Swan Creek and Black River Chippewa ein Stück Land abkauften und zusammen mit diesen einen Stamm bildeten, wohnen in Ottawa, Kansas, verloren gegen 1900 zusammen mit den Swan Creek und Black River bands der Chippewa ihren Status als Indianer als ihre Reservation aufgelöst und die einzelnen Parzellen an die Familien verkauft wurden)
- Delaware - Muncie Tribe (Letter of Intent to Petition 06/19/1978)

Vereinigte Staaten – New Jersey
- Brotherton Delaware Tribe of New Jersey (bis 2009 Unalachtigo Band of the Nanticoke-Lenni Lenape Nation, bis 1998 Nanticoke-Lenni Lenape Tribal Nation)
- Lightning Valley Lenape Tribe (eine Heritage group, die versucht die Kultur der Lenni Lenape zu erhalten)
- New Jersey Sand Hill Band of Lenape and Cherokee Indians[50]

Vereinigte Staaten – Ohio
- Munsee Delaware Indian Nation-USA (auch Munsee Delaware Indian Nation of Ohio, früher Munsee-Thames River Delaware Indian Nation-USA, Verwaltungssitz ist Cambridge, Ohio)[51]

Vereinigte Staaten – Pennsylvania
- Laurel Ridge Lenape Tribe (auch Shabakashauweyek Lenape'wàk, ist nur eine sog. Heritage group, die die indianischen Werte vermitteln möchte)[52]
- Thunder Mountain Lenapé Nation (Verwaltungssitz ist Saltsburg, Pennsylvania)[53]
- Eastern Lenape Nation of Pennsylvania (Verwaltungssitz ist Mountville, Pennsylvania)[54]